# Eurovision Song Contest 2011
Der 56. Eurovision Song Contest fand vom 10. bis 14. Mai 2011 in der Merkur-Spiel-Arena (für den Zeitraum der Veranstaltung: Düsseldorf Arena) in Düsseldorf statt. Nachdem der deutsche Beitrag Satellite von Lena Meyer-Landrut im Jahr zuvor den 55. Eurovision Song Contest in Oslo gewonnen hatte, wurde Deutschland zum dritten Mal nach 1957 und 1983 mit der Ausrichtung des Musikwettbewerbs beauftragt. Das offizielle Motto der Veranstaltung 2011 lautete Feel Your Heart Beat! (Englisch, etwa „Fühl’ dein Herz schlagen!“).
Der von Ell & Nikki vorgetragene aserbaidschanische Beitrag Running Scared, belegte den ersten Platz. Italien kehrte nach einer Pause von 14 Jahren wieder zum Wettbewerb als Big-Five-Mitglied zurück und belegte den zweiten Platz. Lena, die Deutschland in diesem Jahr mit dem Lied Taken by a Stranger erneut vertrat, erreichte im Finale Platz 10. Die österreichische Vertreterin Nadine Beiler belegte im Finale mit ihrem Lied The Secret Is Love den 18. Platz, während die Schweiz mit Anna Rossinelli auf Platz 25 Letzte im Wettbewerb wurde.

## Austragungsort

### Vorbereitung
| Stadt      | Austragungsort                                       | Kapazität bei Konzerten | Eigentümer                                              | Bemerkungen                        |
| ---------- | ---------------------------------------------------- | ----------------------- | ------------------------------------------------------- | ---------------------------------- |
| Berlin     | Zelt auf dem Gelände des Flughafens Berlin-Tempelhof | max. 10.000             | Stadt Berlin                                            | keine Halle, sondern Zelt          |
| Düsseldorf | ESPRIT arena                                         | max. 66.000             | Multifunktionsarena Immobiliengesellschaft mbH & Co. KG | Spielstätte von Fortuna Düsseldorf |
| Hamburg    | Hamburg Messe                                        | max. 10.000             | Hamburg Messe GmbH                                      |                                    |
| Hannover   | Messe Hannover                                       | max. 10.000             | Deutsche Messe AG                                       | Austragungsort der Expo 2000       |

Insgesamt reichten 23 Städte eine Bewerbung für eine Austragung des Eurovision Song Contest ein, von denen Acht, darunter Berlin, Hamburg, Hannover, Gelsenkirchen, Düsseldorf, Köln, Frankfurt am Main und München, die geforderten Bedingungen des Anforderungskataloges erfüllen konnten. Bis zum Ende der Bewerbungsfrist am 20. August 2010 lagen der Landesrundfunkanstalt NDR Angebote von vier Städten (Berlin, Düsseldorf, Hamburg und Hannover) vor, den Wettbewerb im Jahr 2011 auszutragen.

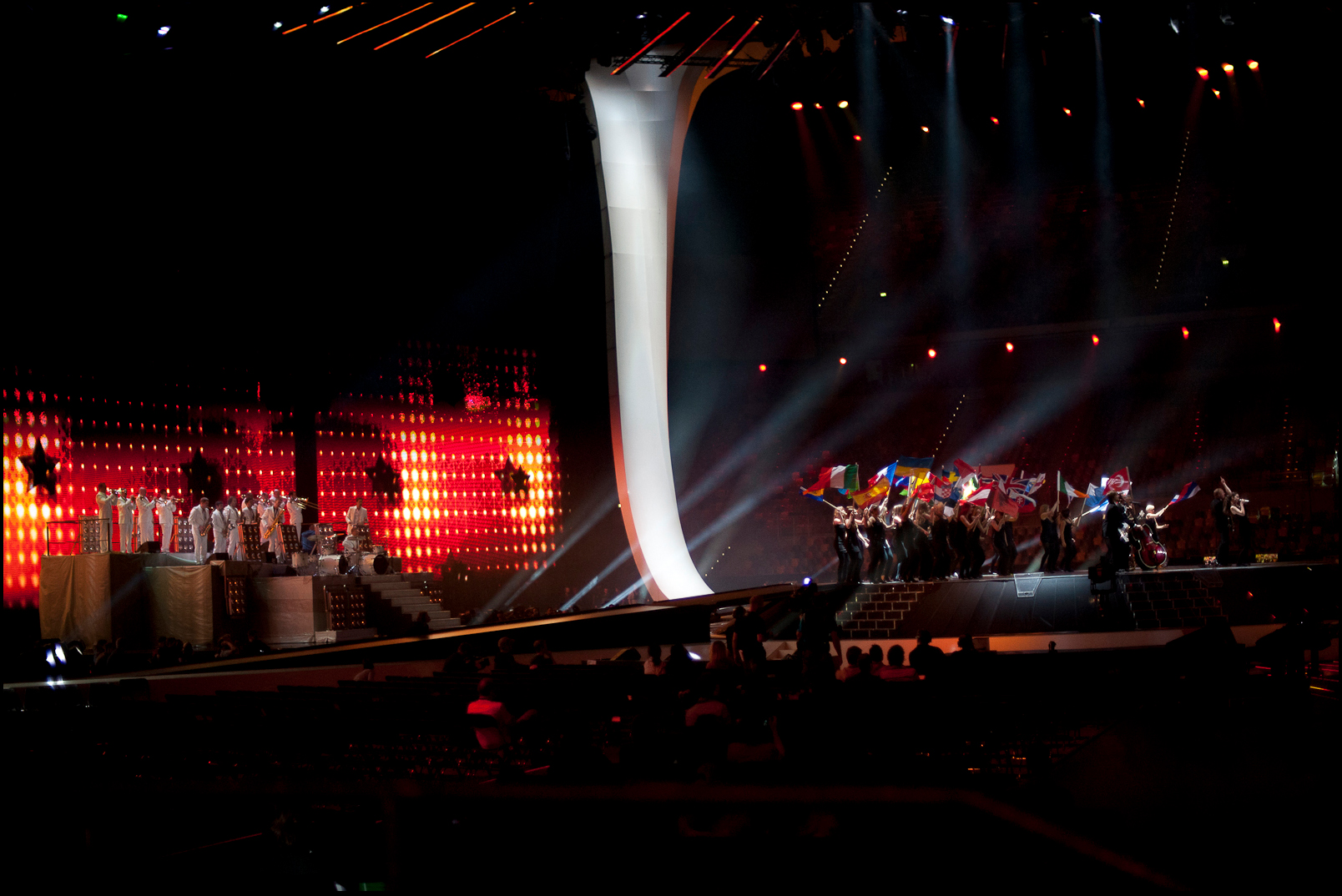
Die Bühne bei der letzten Probe zum ESC-Intro

- Berlin sah die Austragung in einem Zelt auf dem Gelände des stillgelegten Flughafens Tempelhof vor.[6]
- Düsseldorf bewarb sich mit der ESPRIT arena als Veranstaltungsort.[7]
- Hamburg warb für die Veranstaltung mit der 9000 Plätze bietenden Halle A1 auf dem Gelände der Hamburg Messe.[8]
- Hannover, die Heimatstadt Lena Meyer-Landruts, wollte den Contest in Messehalle 2 auf dem Messegelände Hannover durchführen.[9]

Am 12. Oktober 2010 gab der NDR den Austragungsort Düsseldorf bekannt. Schon Tage vor der offiziellen Verkündung hatte dies die WAZ-Mediengruppe im Internet gemeldet. Die Entscheidung wurde unter anderem aus finanziellen Gründen getroffen. Während für die Düsseldorfer ESPRIT arena rund 36.000 Plätze vergeben werden können, hätten beispielsweise in Berlin in einem Sonderbau auf dem ehemaligen Flughafen Tempelhof nur 8.800 Plätze bereitgestanden.
Die Düsseldorf Arena war für Einrichtung, Umgestaltung, Proben, Veranstaltungstage sowie den Abbau etwa sechs Wochen lang belegt. Die rund 36.000 Plätze verteilten sich auf etwa 6.000 im Innenraum und etwa 30.000 auf den Tribünen.
Das erste Kontingent von 32.000 Eintrittskarten für das Finale am 14. Mai 2011 war schon am ersten Verkaufstag, dem 12. Dezember 2010, vergriffen. Auch das erste Kartenkontingent für die Final-Generalprobe am 13. Mai 2011, das sogenannte Jury-Finale, war im Dezember 2010 nach wenigen Tagen verkauft. Nach Abschluss der Umbauarbeiten an der Arena waren für das Finale und das Jury-Finale jeweils noch etwa 1.000 Karten erhältlich.
Da die Handelsgruppe Esprit, Namensgeberin der ESPRIT arena, keine Werbepartnerin der Veranstaltung war, wurde die Austragungshalle für den Zeitraum der Veranstaltung in „Düsseldorf Arena“ umbenannt.
Moderatoren der Veranstaltung waren Anke Engelke, Judith Rakers und Stefan Raab.

### Technik
Für die Veranstaltung und die Übertragung wurde die „Arena“ bereits seit April umgebaut. So kamen 2200 Scheinwerfer, 27 Kameras und 90 Mikrofone zum Einsatz. Die Bühne zwischen den Zuschauerreihen hatte einen Durchmesser von 13 Metern, nach ESC-Reglement dürfen pro Auftritt höchstens sechs Personen auf der Bühne sein. „Die eigentliche Farbigkeit erzeugen wir durch LED-Elemente, die wir in die Architektur integriert haben. Fast alle Bühnenelemente können mit Video bespielt werden. [… so können] ganz unterschiedliche Looks [entstehen].“ (Bühnendesigner Florian Wieder) Im Hintergrund war die LED-Wand mit 18 Metern Höhe und einer Breite von 60 Metern für Lichteffekte installiert. Während der ESC-Veranstaltungen war der Verkehr mit der Messe „Interpack“ zu koordinieren. Dazu wurde ein Konzept zwischen Ämtern und Verkehrsträgern abgestimmt.
Die vorher für den ESC-Zeitraum geplanten Veranstaltungen mussten an andere Orte verlegt werden. So trug der Fußballverein Fortuna Düsseldorf drei seiner Heimspiele in einem mobilen Stadion mit 20.168 Plätzen im benachbarten Arena-Sportpark aus. Innerhalb von acht Wochen erstellten dort bis zu 80 Arbeiter ein funktionsfähiges, DFL-gerechtes Fußballstadion auf dem 43.000 Quadratmeter großen Sportparkgelände. Hierfür waren die Sicherheitsanforderungen sowie Platz für Fernsehkameras und Journalisten nötig. Dafür wurden 2,8 Millionen Euro veranschlagt.

### Finanzierung
Der Großteil der Kosten wurde durch Rundfunkgebühren der ARD übernommen. Die Vorsitzende Monika Piel bezifferte die Kosten auf rund 12,1 Millionen Euro. Zum Vergleich: Das norwegische Fernsehen hat beim ESC 2010 etwa 16,25 Millionen Euro ausgegeben, und Moskau stellte 2009 einen Kostenrekord von rund 42 Millionen Euro auf. Piel wies darauf hin, dass Deutschland bisher von den Ausgaben anderer Länder profitierte, die 52 Contests ausrichteten (Deutschland bisher erst drei).
Zur Finanzierung der Veranstalter stellte die Stadt Düsseldorf 10 Millionen Euro bereit. Erwartet wurden im Vorfeld Kosten von bis zu 7,8 Millionen Euro. Darin enthalten ist der Umzug von Fortuna Düsseldorf in ein temporäres Ausweichstadion, weil das angestammte für sechs Wochen blockiert war, sowie Kosten städtischer Töchter wie die Düsseldorf Marketing & Tourismus GmbH. Weitere teure Posten waren die Sicherheitsmaßnahmen sowie Pressearbeit. Allerdings konnten diese Kosten durch erwartete Sponsorengelder sowie die Eintrittsgelder refinanziert werden – sie sind noch nicht einberechnet.

## Format

### Motto
Mit dem Motto „Feel your heart beat!“ wurde ein Slogan gewählt, der Bezug zu Gefühlen nimmt, die Musik auslösen kann. Gefühle wie Begeisterung, Herzklopfen, Mitfiebern, Liebe und Leidenschaft sind typisch für den ESC und sollten in dem Motto ausgedrückt werden. Es steht damit auch für das Überwinden von Grenzen und Sprachbarrieren, die durch Gefühle überwunden werden. „Feel your heart beat!“ nimmt zudem die verschiedenen Rhythmen auf, die jedes Lied einzigartig machen.

### Logo
Das Logo besteht aus einem pulsierenden Herz aus verschieden farbigen Lichtstrahlen. Die Farben und Lichter verbinden die Länder, Menschen und Lieder. Durch Anpassen der Farben können mit dem Logo die Flaggen der Teilnehmerländer dargestellt werden. 2010 hat Lena in Oslo bei der Punktevergabe in einem Live-Gespräch mit dem Moderator ein Herz in die Luft gezeichnet, um sich für die bisher erhaltenen Punkte zu bedanken. Dieser Moment wurde mit der Formauswahl des Logos aufgegriffen. Das Herz wurde zudem als international anerkanntes Symbol zur Unterstreichung des diesjährigen Mottos gewählt.

### „Postkarten“
Die Postkarten in Form kurzer Einspielfilme zwischen den Liveauftritten zeigten verschiedene Kulissen aus Deutschland. Dabei wurde die Tilt-Shift-Technik verwendet, um die Szenen wie ein Miniaturland aussehen zu lassen. In den Ausschnitten sind Menschen aus den jeweiligen Wettbewerbsländern zu sehen, die das Motto „Feel your heart beat!“ in die jeweilige Landessprache übersetzen. Die Postkarten wurden mit dem Lied „Wonderful“ von Gary Go unterlegt.
Im Folgenden eine Auflistung der Postkarten:
| Land                    | Kulisse                                                     | Ort                      | Person                                      |
| ----------------------- | ----------------------------------------------------------- | ------------------------ | ------------------------------------------- |
| Albanien                | Ostseeinsel                                                 | Usedom                   | Jozita & Fadil                              |
| Armenien                | Nordseeinsel                                                | Langeoog                 | Rober & Hacik                               |
| Aserbaidschan           | Mittelalterliche Gebäude                                    | Rothenburg ob der Tauber | Kamilla & Djeila                            |
| Belgien                 | Industriedenkmal                                            | Ruhrgebiet               | Norbert & Guido, Taucher                    |
| Belarus                 | Internationales Eishockey-Match in der LANXESS Arena        | Köln                     | Eishockey-Fans                              |
| Bosnien und Herzegowina | Meyer-Werft                                                 | Papenburg                | Darko, Schiffsingeneur                      |
| Bulgarien               | Ruprecht-Karls-Universität Heidelberg                       | Heidelberg               | Vesselina, Astrophysik-Postgraduierte       |
| Dänemark                | Ostseeküste                                                 | Rügen                    | Olympische Segelmannschaft von Dänemark     |
| Deutschland             | Düsseldorf Arena                                            | Düsseldorf               | Anke, Judith und Stefan                     |
| Estland                 | Deutsche Börse                                              | Frankfurt am Main        | Mart, Börsenmarkler                         |
| Finnland                | Berliner Philharmonie                                       | Berlin                   | Janne, Mitglied der Berliner Philharmoniker |
| Frankreich              | Hohenzollernbrücke                                          | Köln                     | Frédéric                                    |
| Georgien                | Spielplatz                                                  | Berlin                   | Sofie & Richard                             |
| Griechenland            | Berlin-Marathon                                             | Berlin                   | Anastasios, Läufer                          |
| Irland                  | Reeperbahn                                                  | Hamburg                  | Sarah & Band                                |
| Italien                 | Motorworld München                                          | München                  | Alfredo & sein Sohn                         |
| Island                  | Altonaer Fischmarkt                                         | Hamburg                  | Hinrik                                      |
| Israel                  | Alba Berlin                                                 | Berlin                   | Muli, Trainer                               |
| Kroatien                | Alpiner Skiweltcup                                          | Garmisch-Partenkirchen   | Ana, Slalomläuferin                         |
| Lettland                | Flughafen Frankfurt Main                                    | Frankfurt am Main        | Laura, Austausch-Studentin                  |
| Litauen                 | Nebelhornbahn                                               | Oberstdorf               | Kristina, Ski-Lehrerin                      |
| Moldau                  | Alexanderplatz                                              | Berlin                   | Christian                                   |
| Malta                   | Deutsche Oper                                               | Berlin                   | Joseph, Operntenor                          |
| Niederlande             | Hamburger Hafen                                             | Hamburg                  | Dave, Kranfahrer                            |
| Nordmazedonien          | Zoo Leipzig                                                 | Leipzig                  | Taijana & ihre Töchter                      |
| Norwegen                | Zugspitze                                                   | Garmisch-Partenkirchen   | Øystein, Kletterer                          |
| Österreich              | Elbsandsteingebirge                                         | Sächsische Schweiz       | Koni & Marc, Freikletterer                  |
| Polen                   | Wuppertaler Schwebebahn                                     | Wuppertal                | Paulina & Thomas                            |
| Portugal                | Herrenhäuser Gärten                                         | Hannover                 | Janine & Diego                              |
| Rumänien                | East Side Gallery                                           | Berlin                   | Patrick & Andreas, Graffiti-Künstler        |
| Russland                | Semperoper                                                  | Dresden                  | Elena, Balett-Tänzerin                      |
| San Marino              | Echowand                                                    | Schönau am Königssee     | Sarah & Matteo                              |
| Schweden                | Kölner Karneval                                             | Köln                     | Peter                                       |
| Schweiz                 | Nürburgring                                                 | Nürburg                  | Schweizer Rennmannschaft                    |
| Slowakei                | Eisbach                                                     | München                  | Simon, Surfer                               |
| Slowenien               | Windpark                                                    | Eilsleben                | Stane, Basejumper                           |
| Serbien                 | Kunst- und Ausstellungshalle der Bundesrepublik Deutschland | Bonn                     | Mitar & Branka                              |
| Spanien                 | Bolzplatz                                                   | Dortmund                 | Antonio                                     |
| Türkei                  | Gemäldegalerie Alte Meister                                 | Dresden                  | Güven, Künstler                             |
| Ungarn                  | Viktualienmarkt                                             | München                  | Lazlo, Koch                                 |
| Ukraine                 | Englischer Garten                                           | München                  | Studenten                                   |
| Vereinigtes Königreich  | Außenalster                                                 | Hamburg                  | John, Ruderer                               |
| Zypern                  | Frühlingsfest                                               | Hamburg                  | Nastasia & Nektarios                        |

## Teilnehmer

Länder, die im Jahr 2011
nicht teilnahmen, aber mal teilgenommen hatten
teilnahmen
im Halbfinale ausschieden

### Länder

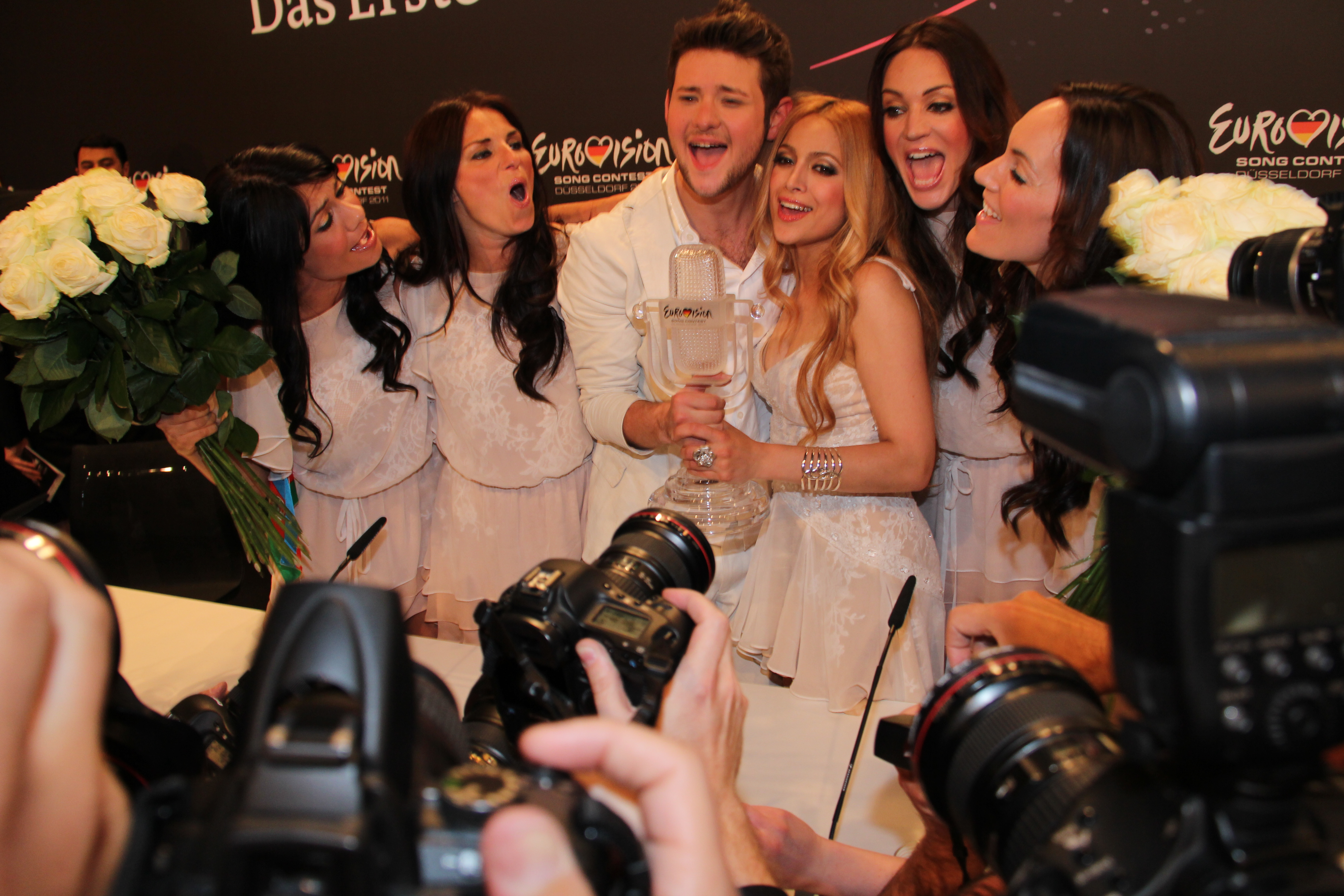
Die aserbaidschanische Delegation nach ihrem Sieg, in der Mitte das Duo Ell & Nikki

Nach den Regeln der Europäischen Rundfunkunion (EBU) können maximal 45 Länder bei einem Song Contest vertreten sein. Am Eurovision Song Contest 2011 nahmen 43 Länder teil, so viele wie zuvor nur 2008.

### Direkt gesetzte Finalteilnehmer
Grundsätzlich sind bis zu sechs Länder direkt für die Finalrunde gesetzt: das jeweilige Gastgeberland und die sogenannten Big Five – die fünf finanzkräftigsten Mitglieder der Europäischen Rundfunkunion. Dies waren in Düsseldorf:
- Deutschland[29]
- Frankreich[30]
- Italien[31]
- Spanien[32]
- Vereinigtes Königreich[33]

Die Gruppe der direkt gesetzten Finalteilnehmer umfasste 2011 nur fünf Länder, weil das Gastgeberland Deutschland zu den Big Five gehörte. Italien nahm erstmals seit 1997 wieder teil und entsandte Raphael Gualazzi, den Gewinner der Newcomer-Kategorie des Sanremo-Festivals 2011.
Wie im Vorjahr wurde Deutschland von der Sängerin Lena vertreten. Es war das dritte Mal nach Lys Assias Sieg 1956 und Corry Brokkens Sieg 1957, dass die Interpretin eines Siegerliedes im Folgejahr wieder antrat. Lys Assia wurde 1957 Achte und Corry Brokken 1958 Neunte von je zehn Kandidaten, Lena wurde 2011 Zehnte von fünfundzwanzig Finalteilnehmern.

### Wiederkehrende Teilnehmer
Einige der Interpreten nahmen nach früheren Teilnahmen am Eurovision Song Contest im Jahr 2011 erneut am Wettbewerb teil; unter anderem Dana International aus Israel, die den Wettbewerb 1998 gewinnen konnte, und die deutsche Vorjahressiegerin Lena.
| Land                    | Interpret                                                   | Vorherige(s) Teilnahmejahr(e)                                                |
| ----------------------- | ----------------------------------------------------------- | ---------------------------------------------------------------------------- |
| Armenien                | Jenia Evgenios Buli (Begleitung)                            | 2010 für Griechenland (zusammen mit Giorgos Alkeos als Mitglied der Friends) |
| Armenien                | Jenia Evgenios Buli (Begleitung)                            | Begleitung: 2009 für Albanien                                                |
| Armenien                | Petros Zlatkos (Begleitung)                                 | 2010 für Griechenland (zusammen mit Giorgos Alkeos als Mitglied der Friends) |
| Bosnien und Herzegowina | Dino Merlin                                                 | 1999 (Duett mit Beatrice)                                                    |
| Deutschland             | Lena                                                        | 2010                                                                         |
| Georgien                | Sophio Toroschelidse (als Mitglied von Eldrine)             | Begleitung: 2010                                                             |
| Island                  | Gunnar Ólafsson (als Mitglied von Sigurjón’s Friends)       | 2001 (als Mitglied von Two Tricky)                                           |
| Island                  | Benedikt Brynleifsson (als Mitglied von Sigurjón’s Friends) | Begleitung: 2007                                                             |
| Island                  | Vignir Snær Vigfússon (als Mitglied von Sigurjón’s Friends) | Begleitung: 2003                                                             |
| Israel                  | Dana International                                          | 1998                                                                         |
| Mazedonien              | Vlatko Ilievski                                             | Begleitung: 2005                                                             |
| Moldau                  | Zdob și Zdub                                                | 2005                                                                         |
| Slowakei                | Daniela Nízlová (als Mitglied von Twiins)                   | Begleitung: 2008 für Tschechien                                              |
| Slowakei                | Veronika Nízlová (als Mitglied von Twiins)                  | Begleitung: 2008 für Tschechien                                              |
| Slowenien               | Martina Majerle (Begleitung)                                | 2009 (zusammen mit Quartissimo als Martina)                                  |
| Slowenien               | Martina Majerle (Begleitung)                                | Begleitung: 2007 •• 2003 für Kroatien • 2008 für Montenegro                  |

### Weitere Teilnehmer
Die restlichen 38 Teilnehmerländer mussten zunächst eines der beiden Halbfinale absolvieren, die am Dienstag und Donnerstag vor der Endrunde am Samstag, dem 14. Mai 2011, stattfanden.
Erstmals seit 2007 war Österreich wieder beim Eurovision Song Contest vertreten. Es hatte sich drei Jahre lang aufgrund seines schlechten Abschneidens bei den vorangegangenen Wettbewerben und aus Kritik am Wertungssystem zurückgezogen.
Sein Debüt hatte zunächst das Fürstentum Liechtenstein angekündigt, da es aktiv den Beitritt zur Europäischen Rundfunkunion vorbereitete. Anfang August 2010 wurde jedoch bekannt, dass Liechtenstein im Jahr 2011 noch nicht teilnehmen wird.
Für die Teilnehmerländer hatte bis zum 25. Dezember 2010 die Möglichkeit bestanden, sich nach bereits erfolgter Anmeldung ohne finanzielle Abgeltung vom Wettbewerb wieder zurückzuziehen. Diese Möglichkeit nahm Montenegro in Anspruch. Die Slowakei wollte zu einem späteren Zeitpunkt ihre Teilnahme zunächst absagen, entschied sich schließlich wegen der angedrohten Strafzahlung doch für die Teilnahme.

### Abstimmungsmodus

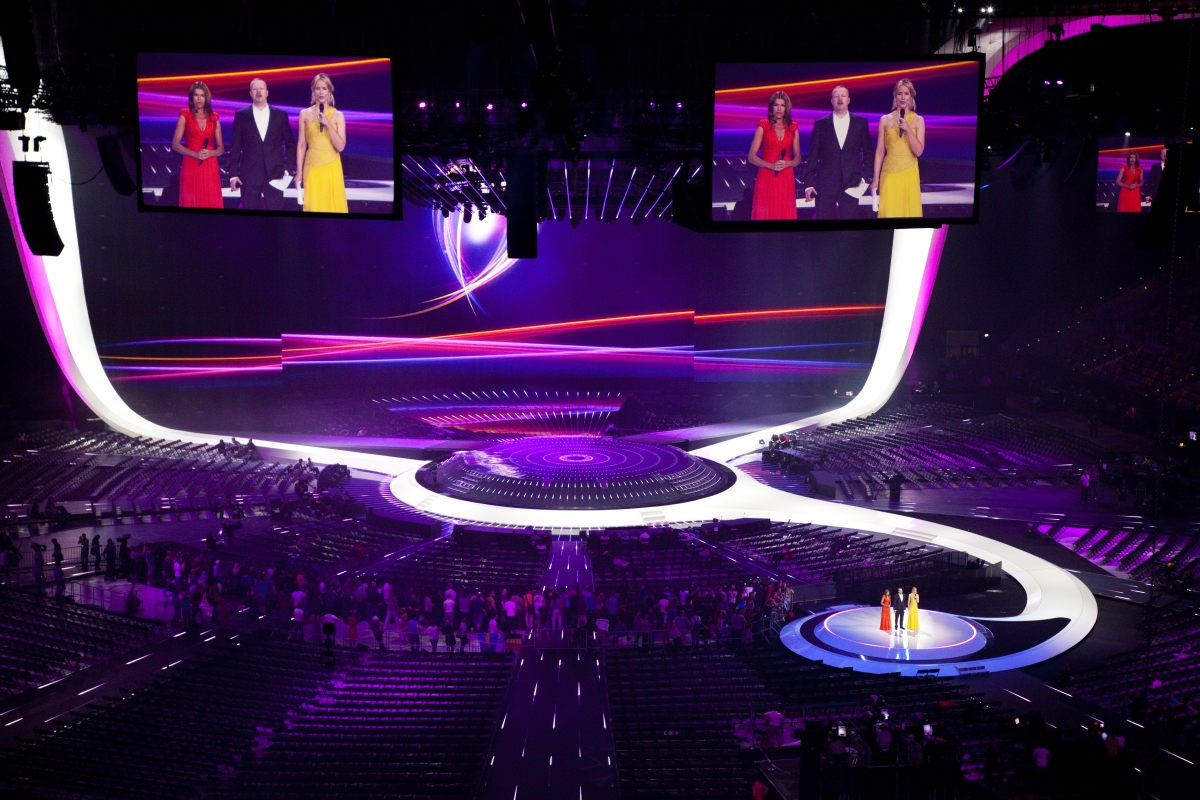
Die ESC-Bühne in der Düsseldorf Arena. Im Hintergrund die 60 mal 18 Meter große LED-Wand, die sich fließend über den Bühnenboden fortsetzte. Zur Punktevergabe im Finale wurde die Wand zum dahinter liegenden „Green Room“, dem Aufenthaltsort der Künstler, geöffnet.

In beiden Halbfinalgruppen erreichten von den jeweils 19 Kandidatenländern die 10 Länder mit den meisten Wertungspunkten das Finale. Die Finalgruppe umfasste 25 Länder, nämlich 10 aus dem 1. Halbfinale, 10 aus dem 2. Halbfinale und die direkt gesetzten Teilnehmer. Stimmberechtigt in den Halbfinalgruppen waren jeweils zwei beziehungsweise drei der fünf gesetzten Finalistenländer sowie alle Länder der jeweiligen Gruppe. Im Finale waren alle 43 Länder stimmberechtigt. Sowohl in den Halbfinalgruppen als auch im Finale bestand die Wertung jedes abstimmenden Landes je zur Hälfte aus einem Televoting und einer Jury-Entscheidung. Die Jurys setzen sich jeweils aus fünf Experten mit einem Nahverhältnis zur Musikbranche zusammen. Bei Punktgleichheit innerhalb der Abstimmung eines Landes entschied das Stimmverhalten der Zuschauer.

## Interpreten und Lieder

### Besondere Vorkommnisse

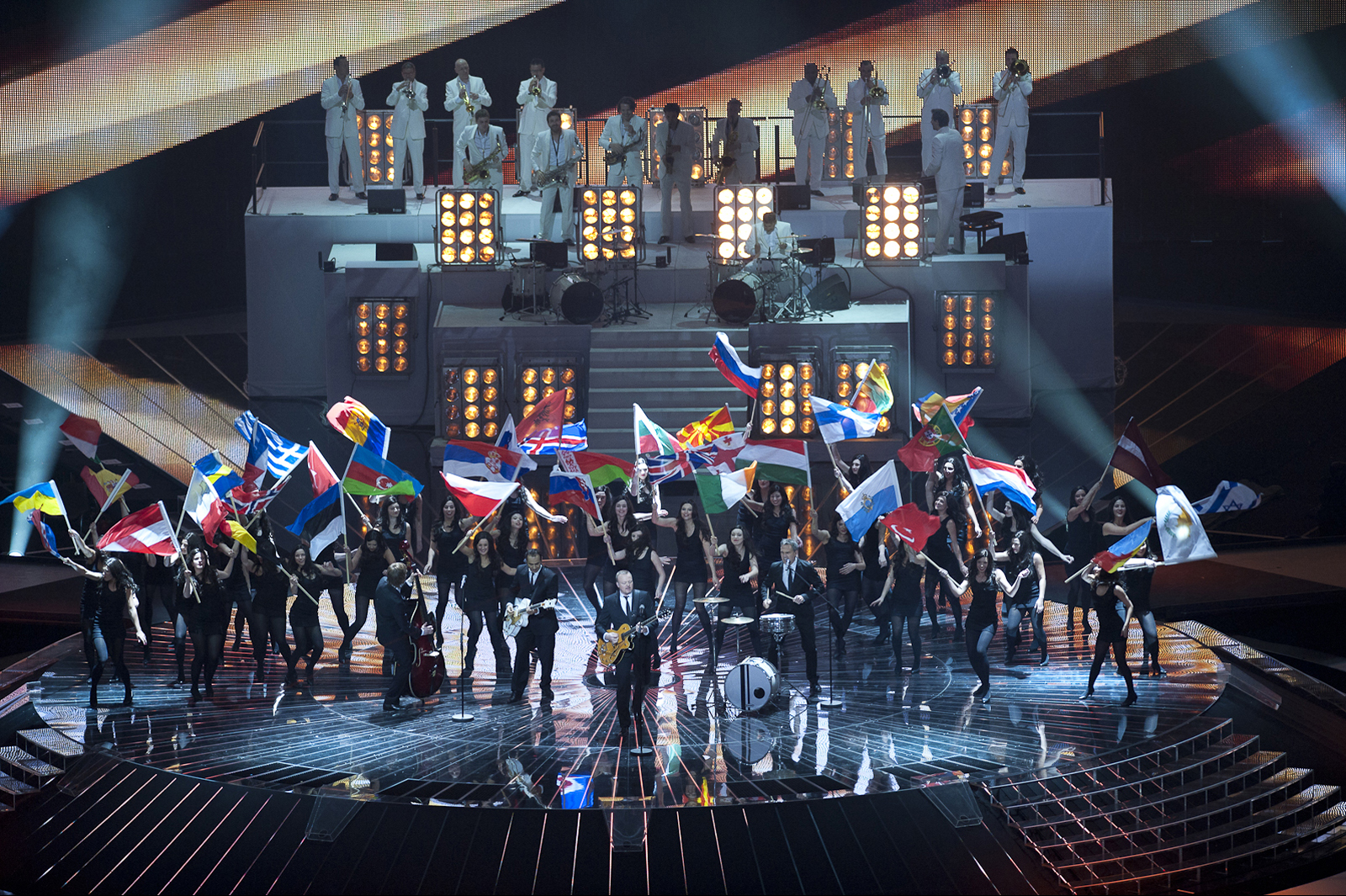
Eröffnung mit Stefan Raab

Den ukrainischen Vorentscheid am 26. Februar 2011 gewann zunächst Mika Newton mit dem Lied Angel. Anschließend gab es in den ukrainischen Medien Diskussionen, ob beim Vorentscheid alles mit rechten Dingen zugegangen sei. Der Beitrag von Mika Newton wurde bis auf weiteres zurückgezogen. Ein neues Finale sollte am 3. März stattfinden. Dort sollten Mika Newton mit Angel, Zlata Ohnjewitsch mit The Kukushka und Jamala mit Smile antreten. Letztere zog sich allerdings am 1. März zurück, da sie nicht mit Manipulation und Korruption in Verbindung gebracht werden wollte. Am 2. März zog sich auch Ohnjewitsch zurück, sodass Mika Newton als Teilnehmerin am internationalen Wettbewerb feststand.
In Belarus gewann Anastassija Winnikawa den Vorentscheid am 28. Februar 2011 mit dem Song Born in Byelorussia. Am 3. März wurde bekanntgegeben, dass der Liedtext aus politischen Gründen geändert wurde und der Song nun I Am Belarusian heißt. Anschließend stellte sich heraus, dass das Lied nicht zum Wettbewerb zugelassen werden kann, weil es schon im Sommer 2010 öffentlich aufgeführt worden war. Am 12. März wurde bekanntgegeben, dass Anastassija Winnikawa mit der neuen Komposition I Love Belarus am internationalen Wettbewerb teilnimmt.
Der 36-jährige isländische Sänger Sigurjón „Sjonni“ Brink wollte bei der nationalen Vorentscheidung am 12. Februar 2011 ein selbst komponiertes Stück präsentieren, verstarb aber am 17. Januar 2011 in seiner Heimatstadt Garðabær. Es bildete sich eine Gruppe, die unter dem Namen Sigurjón’s Friends mit dem Titel Aftur heim (Coming Home) antrat, die nationale Vorauswahl gewann und es bis ins Finale des internationalen Wettbewerbs schaffte.

## Nationale Vorentscheidungen

### Belgien
Unter dem Titel Eurovision 2011: Qui? A vous de choisir! fand am 12. Februar 2011 das Finale des belgischen Vorentscheides statt. Als Gewinner ging die A-cappella-Gruppe Witloof Bay mit ihrem Titel With Love Baby hervor. Sowohl beim Jury- als auch beim Televoting erhielten sie die Höchstpunktzahl von 12 Punkten. Am Ende setzten sie sich mit 24 Punkten gegen die Zweitplatzierte Sarina durch.

### Deutschland
Da man sich schon früh entschied, Lena ein zweites Mal antreten zu lassen, veranstaltete man in drei Sendungen eine Songauswahl. In den ersten beiden Sendungen wurden jeweils sechs Titel vorgestellt, von denen sich jeweils drei für das Finale qualifizierten. Dort wurden vier Lieder aussortiert, sodass am Ende zwei Lieder um den Sieg rangen. Als Sieger ging der englischsprachige Elektropop-Titel Taken by a Stranger hervor.

### Österreich

Logo Guten Morgen Düsseldorf

Zwischen Ende 2010 und Anfang 2011 veranstalteten das ORF-Fernsehen und Ö3 das erste Mal seit 2005 einen Vorentscheid zum Eurovision Song Contest. In drei Phasen wurde der österreichische Beitrag für den Song Contest in Düsseldorf ermittelt. Von Herbst bis Silvester 2010 konnte sich jeder Sänger mit seinem Song auf der ORF-Internetseite nominieren.
Eine Jury kürzte die Teilnehmer auf 30. Vom 3. bis 31. Januar konnte man per SMS für seinen Favoriten abstimmen. Die Top 10 wurde aus einer Kombination zwischen SMS-Voting und Jury entschieden. Am 25. Februar wurde in der Sendung «Düsseldorf wir kommen! – Wer fährt zum Song Contest» per Televoting erst die Top 3 und dann der Sieger gekürt.
| Platz | Interpret                     | Lied                            | Ergebnis (in Prozent) |
| ----- | ----------------------------- | ------------------------------- | --------------------- |
| 01.   | Nadine Beiler                 | The Secret Is Love              | 34,95 %               |
| 02.   | Trackshittaz                  | Oida taunz!                     | 24,27 %               |
| 03.   | Klimmstein feat. Joe Sumner   | Paris Paris                     | 12,54 %               |
| 04.   | Richard Klein                 | Bigger Better Best              | 05,69 %               |
| 05.   | Eva K. Anderson               | I Will Be Here                  | 05,54 %               |
| 06.   | Alkbottle                     | Wir san do ned zum Spaß         | 04,20 %               |
| 07.   | bandWG                        | 10 Sekunden Glück               | 04,15 %               |
| 08.   | Charlee                       | Good to Be Bad                  | 03,65 %               |
| 09.   | Leo Aberer u. Patricia Kaiser | There Will Never Be Another You | 03,08 %               |
| 10.   | Oliver Wimmer                 | Let Love Kick In                | 01,93 %               |

| Platz | Interpret                   | Lied               | Ergebnis (in Prozent) |
| ----- | --------------------------- | ------------------ | --------------------- |
| 1.    | Nadine Beiler               | The Secret Is Love | 46,73 %               |
| 2.    | Trackshittaz                | Oida taunz!        | 32,87 %               |
| 3.    | Klimmstein feat. Joe Sumner | Paris Paris        | 20,41 %               |

### Schweiz
Am 11. Dezember 2010 fand in der Bodensee-Arena in Kreuzlingen unter dem Titel «Die Grosse Entscheidungsshow» das Finale des schweizerischen Vorentscheids statt. In die Bewertung der Kandidaten flossen 100 Prozent der Stimmen aus dem Fernsehpublikum ein. Gewonnen hat die Sängerin Anna Rossinelli mit ihrem In Love for a While. Moderiert wurde die Veranstaltung von Sven Epiney.
| Platz | Interpret            | Lied                   | Sender                     | Ergebnis (in Prozent) |
| ----- | -------------------- | ---------------------- | -------------------------- | --------------------- |
| 01.   | Anna Rossinelli      | In Love for a While    | Schweizer Fernsehen        | 29,93 %               |
| 02.   | Bernarda Brunovic    | Confidence             | Schweizer Fernsehen        | 13,36 %               |
| 03.   | The Colors and Ilira | Home                   | Schweizer Radio DRS        | 13,05 %               |
| 04.   | CH                   | Gib nid uf             | Schweizer Fernsehen        | 11,73 %               |
| 05.   | The Glue             | Come What May          | Schweizer Fernsehen        | 08,73 %               |
| 06.   | Sarah Burgess        | Just Me                | Schweizer Fernsehen        | 07,70 %               |
| 07.   | Aliose               | Sur les pavés          | Télévision Suisse Romande  | 06,49 %               |
| 08.   | Polly Duster         | Up to You              | Schweizer Fernsehen        | 04,36 %               |
| 09.   | Andrina              | Drop of Drizzle        | Schweizer Fernsehen        | 03,30 %               |
| 10.   | Scilla               | Barbie Doll            | Radiotelevisione SvizzeraI | 02,88 %               |
| 11.   | Duke                 | Duke                   | Schweizer Radio DRS        | 02,66 %               |
| 12.   | Dominique Borriello  | Il ritmo dentro di noi | Schweizer Radio DRS        | 02,33 %               |

### Andere Länder
Die folgende Tabelle zeigt, in welchem Modus die Teilnehmerländer für die Auswahl ihres Interpreten gewählt haben. Insgesamt haben sich 34 Länder für eine nationale Vorentscheidung und neun für eine interne Auswahl entschieden. Die nicht-deutschsprachigen 39 anderen Teilnehmerländer wählten ihren Beitrag folgendermaßen aus:
| Land                    | Nationaler Vorentscheid             |
| ----------------------- | ----------------------------------- |
| Albanien                | Festivali i Këngës 49               |
| Armenien                | Nationaler Vorentscheid             |
| Aserbaidschan           | Milli Seçim Turu 2010               |
| Belarus                 | interne Auswahl                     |
| Bosnien und Herzegowina | interne Auswahl                     |
| Bulgarien               | Nationaler Vorentscheid             |
| Dänemark                | Dansk Melodi Grand Prix 2011        |
| Estland                 | Eesti Laul 2011                     |
| Finnland                | Eurovision Laulukilpailu 2011       |
| Frankreich              | interne Auswahl                     |
| Georgien                | Nationaler Vorentscheid             |
| Griechenland            | Ellinikós Telikós                   |
| Irland                  | Eurosong 2011                       |
| Island                  | Söngvakeppni Sjónvarpsins 2011      |
| Israel                  | Kdam Eurovision                     |
| Italien                 | Sanremo-Festival 2011               |
| Kroatien                | Dora 2011 – Let’s go to Eurovision! |
| Lettland                | Eirodziesma 2011                    |
| Litauen                 | Eurovizija 2011                     |
| Malta                   | Malta Eurosong 2011                 |
| Mazedonien              | Skopje Fest 2011                    |
| Moldau                  | O melodie pentru Europa 2011        |
| Niederlande             | Nationaal Songfestival 2011         |
| Norwegen                | Melodi Grand Prix 2011              |
| Polen                   | Krajowe Eliminacje 2011             |
| Portugal                | Festival da Canção 2011             |
| Rumänien                | Eurovision Selecția Națională 2011  |
| Russland                | interne Auswahl                     |
| San Marino              | interne Auswahl                     |
| Schweden                | Melodifestivalen 2011               |
| Serbien                 | Pesma za Evropu                     |
| Slowakei                | interne Auswahl                     |
| Slowenien               | Evrovizijska Melodija (EMA) 2011    |
| Spanien                 | Destino Eurovisión                  |
| Ukraine                 | Nationaler Vorentscheid             |
| Ungarn                  | interne Auswahl                     |
| Türkei                  | interne Auswahl                     |
| Vereinigtes Königreich  | interne Auswahl                     |
| Zypern                  | Performance                         |

## Halbfinale

### Auslosung
Am 17. Januar 2011 fand in Düsseldorf die Halbfinalauslosung statt, in der entschieden wurde, welches Land in welchem Halbfinale startet und in welchem Halbfinale die Big Five ihre Stimmen abgeben. Israel wurde als einziges Teilnehmerland fest für das zweite Halbfinale eingeteilt, da es aufgrund der Feierlichkeiten zum Unabhängigkeitstag Jom haAtzma’ut am Tag des ersten Halbfinales nicht hätte teilnehmen können.
Bei der Auslosung wurden die Länder in Abhängigkeit von ihrem Stimmverhalten in den vorangegangenen Jahren auf die folgenden sechs Töpfe verteilt, um ein ausgewogenes Verhältnis zu schaffen.
| Topf 1                                                                                       | Topf 2                                                         | Topf 3                                                                      | Topf 4                                                              | Topf 5                                                      | Topf 6                                                            |
| -------------------------------------------------------------------------------------------- | -------------------------------------------------------------- | --------------------------------------------------------------------------- | ------------------------------------------------------------------- | ----------------------------------------------------------- | ----------------------------------------------------------------- |
| - Albanien - Bosnien und Herzegowina - Kroatien - Mazedonien - Serbien - Slowenien - Schweiz | - Dänemark - Estland - Finnland - Island - Norwegen - Schweden | - Aserbaidschan - Belarus - Georgien - Israel - Moldau - Russland - Ukraine | - Armenien - Belgien - Griechenland - Niederlande - Türkei - Zypern | - Irland - Lettland - Litauen - Malta - Portugal - Rumänien | - Bulgarien - Österreich - Polen - San Marino - Slowakei - Ungarn |

### Erstes Halbfinale
Das erste Halbfinale fand am 10. Mai 2011 um 21:00 Uhr (MESZ) statt. Polen und Griechenland durften sich die Startnummern aussuchen und wählten die Nummern 1 beziehungsweise 19.
Die in dieser Halbfinalgruppe abstimmenden Finalistenländer waren  Spanien und das  Vereinigte Königreich.
Während der Übertragung kam es bei den Kommentatoren mehrerer Länder (unter anderem auch Deutschlands, Österreichs und der Schweiz) zu einer Unterbrechung der Tonleitung, sodass diese für etwa eine halbe Stunde nicht oder nur per Telefon kommentieren konnten. Die genauen Platzierungen der einzelnen Länder in den Halbfinalen wurden erst nach dem Finale bekannt gegeben, um eine Beeinflussung zu vermeiden.
In der Pause vor der Punkteverkündung trat die US-amerikanische Trommler-Gruppe „Cold Steel Drummers“ auf, die durch die Zusammenarbeit mit Peter Fox bekannt wurde.
| Platz | Startnr. | Land          | Interpret                                                         | Lied Musik (M) und Text (T)                                                                         | Sprache               | Übersetzung (Inoffiziell) | Punkte |
| ----- | -------- | ------------- | ----------------------------------------------------------------- | --------------------------------------------------------------------------------------------------- | --------------------- | ------------------------- | ------ |
| 01.   | 19       | Griechenland  | Loukas Viorkas feat. Stereo Mike Λούκας Γιώρκας feat. Stereo Mike | Watch My Dance M: Giannis Christodoulopoulos; T: Eleana Vrachali                                    | Englisch, Griechisch  | Schau meinem Tanz zu      | 133    |
| 02.   | 18       | Aserbaidschan | Ell & Nikki                                                       | Running Scared M: Stefan Örn, Sandra Bjurman, Iain James Farquharson; T: Stefan Örn, Sandra Bjurman | Englisch              | In Panik geraten          | 122    |
| 03.   | 10       | Finnland      | Paradise Oskar                                                    | Da Da Dam M/T: Axel Ehnström                                                                        | Englisch              | Da Da Dam                 | 103    |
| 04.   | 14       | Island        | Sjonni’s Friends                                                  | Coming Home M: Sjonni Brink; T: Þórunn Clausen, Sjonni Brink                                        | Englisch              | Nach Hause kommen         | 100    |
| 05.   | 17       | Litauen       | Evelina Sašenko                                                   | C’est ma vie M: Paulius Zdanavičius; T: Andrius Kairys                                              | Englisch, Französisch | Das ist mein Leben        | 081    |
| 06.   | 09       | Georgien      | Eldrine ელდრაინი                                                  | One More Day M: DJ BE$$; T: DJ Rock, Mikheil Chelidze                                               | Englisch              | Noch einen Tag            | 074    |
| 07.   | 15       | Ungarn        | Kati Wolf                                                         | What About My Dreams M: Viktor Rakonczai, Gergő Rácz; T: Péter Geszti, Johnny K. Palmer             | Englisch, Ungarisch   | Und meine Träume?         | 072    |
| 08.   | 06       | Serbien       | Nina Нина                                                         | Čaroban M/T: Kristina Kovač                                                                         | Serbisch              | Zauberhaft                | 067    |
| 09.   | 07       | Russland      | Alexei Worobjow Алексей Воробьёв                                  | Get You M/T: Alexei Worobjow, RedOne, AJ Junior, Bilal „The Chef“, Eric Sanicola                    | Englisch, Russisch    | Dich bekommen             | 064    |
| 10.   | 08       | Schweiz       | Anna Rossinelli                                                   | In Love for a While M/T: David Klein                                                                | Englisch              | Zeitweise verliebt        | 055    |
| 11.   | 11       | Malta         | Glen Vella                                                        | One Life M: Paul Giordimaina; T: Fleur Balzan                                                       | Englisch              | Ein Leben                 | 054    |
| 12.   | 04       | Armenien      | Emmy                                                              | Boom Boom M: Hayk Harutyunyan, Hayk Hovhannisyan; T: Sosi Khanikyan                                 | Englisch              | Boom Boom                 | 054    |
| 13.   | 05       | Türkei        | Yüksek Sadakat                                                    | Live It Up M: Kutlu Özmakinaci; T: Ergün Arsal                                                      | Englisch              | Leb auf großem Fuß        | 047    |
| 14.   | 03       | Albanien      | Aurela Gaçe                                                       | Feel the Passion M: Shpetim Saraçi; T: Sokol Marsi                                                  | Englisch, Albanisch   | Fühle die Leidenschaft    | 047    |
| 15.   | 13       | Kroatien      | Daria Kinzer                                                      | Celebrate M: Boris Djurdjevic; T: Boris Djurdjevic, Marina Mudrinić                                 | Englisch              | Feiern                    | 041    |
| 16.   | 12       | San Marino    | Senit                                                             | Stand By M/T: Radiosa Romani                                                                        | Englisch              | Bereitschaft              | 034    |
| 17.   | 02       | Norwegen      | Stella Mwangi                                                     | Haba haba M: Big City, Beyond51; T: Stella Mwangi                                                   | Englisch, Swahili     | Nach und nach             | 030    |
| 18.   | 16       | Portugal      | Homens da Luta                                                    | Luta é alegria M: Vasco Duarte; T: Jel                                                              | Portugiesisch         | Kämpfen macht Freude      | 022    |
| 19.   | 01       | Polen         | Magdalena Tul                                                     | Jestem M/T: Magdalena Tul                                                                           | Polnisch              | Ich bin                   | 018    |

### Punktetafel erstes Halbfinale
| Abstimmungsergebnisse | Abstimmungsergebnisse | Abstimmungsergebnisse | Abstimmungsergebnisse | Abstimmungsergebnisse | Abstimmungsergebnisse | Abstimmungsergebnisse | Abstimmungsergebnisse | Abstimmungsergebnisse | Abstimmungsergebnisse | Abstimmungsergebnisse | Abstimmungsergebnisse | Abstimmungsergebnisse | Abstimmungsergebnisse | Abstimmungsergebnisse | Abstimmungsergebnisse | Abstimmungsergebnisse | Abstimmungsergebnisse | Abstimmungsergebnisse | Abstimmungsergebnisse | Abstimmungsergebnisse | Abstimmungsergebnisse | Abstimmungsergebnisse | Abstimmungsergebnisse | Abstimmungsergebnisse | Abstimmungsergebnisse |
| Startnr. | Land                  | Platz                 | Punkte                | AL                    | AM                    | AZ                    | HR                    | FI                    | GE                    | GR                    | HU                    | IS                    | LT                    | MT                    | NO                    | PL                    | PT                    | RU                    | SM                    | RS                    | ES                    | CH                    | TR                    | UK                    | Votings               |
| --- | --------------------- | --------------------- | --------------------- | --------------------- | --------------------- | --------------------- | --------------------- | --------------------- | --------------------- | --------------------- | --------------------- | --------------------- | --------------------- | --------------------- | --------------------- | --------------------- | --------------------- | --------------------- | --------------------- | --------------------- | --------------------- | --------------------- | --------------------- | --------------------- | --------------------- |
| 01 | Polen                 | 19                    | 18                    | –                     | –                     | –                     | –                     | –                     | 4                     | –                     | 4                     | –                     | 2                     | –                     | 3                     |                       | –                     | –                     | –                     | –                     | –                     | –                     | –                     | 5                     | 05                    |
| 02 | Norwegen              | 17                    | 030                   | 1                     | 1                     | 1                     | –                     | 8                     | –                     | –                     | –                     | 10                    | –                     | 4                     |                       | 1                     | 2                     | –                     | –                     | –                     | –                     | 2                     | –                     | –                     | 09                    |
| 03 | Albanien              | 13                    | 047                   |                       | –                     | 2                     | 7                     | –                     | –                     | 12                    | –                     | –                     | –                     | –                     | –                     | –                     | 4                     | –                     | 8                     | –                     | –                     | 6                     | 8                     | –                     | 07                    |
| 04 | Armenien              | 11                    | 054                   | –                     |                       | –                     | –                     | –                     | 8                     | 8                     | –                     | 4                     | –                     | 7                     | –                     | 2                     | –                     | 8                     | 7                     | –                     | 3                     | –                     | 7                     | –                     | 09                    |
| 05 | Türkei                | 13                    | 047                   | 12                    | –                     | 12                    | –                     | –                     | 3                     | –                     | –                     | –                     | –                     | 2                     | –                     | –                     | –                     | 2                     | 10                    | –                     | –                     | 5                     |                       | 1                     | 08                    |
| 06 | Serbien               | 08                    | 067                   | 2                     | –                     | –                     | 12                    | 7                     | –                     | –                     | –                     | 5                     | 3                     | 3                     | 7                     | 6                     | 1                     | 4                     | 3                     |                       | 2                     | 12                    | –                     | –                     | 13                    |
| 07 | Russland              | 09                    | 064                   | 3                     | 12                    | 5                     | 5                     | 3                     | 5                     | 3                     | 3                     | 3                     | 5                     | –                     | 4                     | –                     | 3                     |                       | 1                     | 6                     | –                     | –                     | 3                     | –                     | 15                    |
| 08 | Schweiz               | 10                    | 055                   | –                     | 3                     | –                     | 2                     | 6                     | –                     | –                     | 8                     | 6                     | 6                     | –                     | 6                     | 3                     | 5                     | –                     | –                     | 2                     | 6                     |                       | –                     | 2                     | 12                    |
| 09 | Georgien              | 06                    | 074                   | –                     | 8                     | 8                     | –                     | 1                     |                       | 10                    | 1                     | –                     | 12                    | 8                     | –                     | 5                     | –                     | 5                     | 2                     | 4                     | –                     | –                     | 10                    | –                     | 12                    |
| 10 | Finnland              | 03                    | 103                   | –                     | 6                     | 3                     | 3                     |                       | –                     | –                     | 6                     | 12                    | 7                     | –                     | 12                    | 10                    | 8                     | 12                    | –                     | 3                     | 4                     | 10                    | 1                     | 6                     | 15                    |
| 11 | Malta                 | 11                    | 054                   | 6                     | 7                     | 7                     | 4                     | –                     | 6                     | –                     | 2                     | –                     | 1                     |                       | 2                     | –                     | –                     | –                     | 12                    | 5                     | –                     | –                     | 2                     | –                     | 11                    |
| 12 | San Marino            | 16                    | 034                   | 8                     | 5                     | 6                     | 1                     | –                     | 1                     | 2                     | –                     | –                     | –                     | 6                     | –                     | –                     | –                     | –                     |                       | –                     | –                     | –                     | 5                     | –                     | 08                    |
| 13 | Kroatien              | 15                    | 041                   | 7                     | –                     | 4                     |                       | –                     | –                     | –                     | –                     | 1                     | –                     | 12                    | –                     | –                     | –                     | 1                     | 4                     | 12                    | –                     | –                     | –                     | –                     | 07                    |
| 14 | Island                | 04                    | 100                   | –                     | 2                     | –                     | –                     | 10                    | –                     | 6                     | 12                    |                       | 8                     | –                     | 10                    | 4                     | 10                    | 3                     | –                     | 8                     | 12                    | 8                     | –                     | 7                     | 13                    |
| 15 | Ungarn                | 07                    | 072                   | –                     | –                     | –                     | 6                     | 12                    | –                     | 5                     |                       | 7                     | –                     | 1                     | 5                     | –                     | –                     | –                     | –                     | 10                    | 10                    | –                     | 6                     | 10                    | 10                    |
| 16 | Portugal              | 18                    | 022                   | 4                     | –                     | –                     | –                     | –                     | 2                     | 1                     | –                     | –                     | –                     | –                     | –                     | –                     |                       | –                     | –                     | –                     | 8                     | 4                     | –                     | 3                     | 07                    |
| 17 | Litauen               | 05                    | 081                   | –                     | 4                     | –                     | –                     | 2                     | 10                    | 4                     | 5                     | 2                     |                       | –                     | 8                     | 12                    | 6                     | 7                     | –                     | 1                     | 5                     | 3                     | –                     | 12                    | 14                    |
| 18 | Aserbaidschan         | 02                    | 122                   | 5                     | –                     |                       | 10                    | 5                     | 12                    | 7                     | 7                     | 8                     | 10                    | 10                    | –                     | 8                     | 7                     | 10                    | 5                     | –                     | 1                     | 1                     | 12                    | 4                     | 17                    |
| 19 | Griechenland          | 01                    | 133                   | 10                    | 10                    | 10                    | 8                     | 4                     | 7                     |                       | 10                    | –                     | 4                     | 5                     | 1                     | 7                     | 12                    | 6                     | 6                     | 7                     | 7                     | 7                     | 4                     | 8                     | 19                    |
| Die Tabelle ist senkrecht nach der Auftrittsreihenfolge im Finale geordnet, waagerecht nach der chronologischen Punkteverlesung. |                       |                       |                       |                       |                       |                       |                       |                       |                       |                       |                       |                       |                       |                       |                       |                       |                       |                       |                       |                       |                       |                       |                       |                       |                       |

- Die wenigsten Gesamt-Votings:  Polen – 5
- Die wenigsten Gesamt-Punkte:  Polen – 18
- Die meisten Gesamt-Votings:  Griechenland – 19
- Die meisten Gesamt-Punkte:  Griechenland – 133

### Statistik der Zwölf-Punkte-Vergabe (erstes Halbfinale)
Fettgeschriebene Länder haben das Finale erreicht.
| Anzahl | Land          | erhalten von                  |
| ------ | ------------- | ----------------------------- |
| 3      | Finnland      | Island, Norwegen, Russland    |
| 2      | Aserbaidschan | Georgien, Türkei              |
| 2      | Island        | Ungarn, Spanien               |
| 2      | Kroatien      | Malta, Serbien                |
| 2      | Litauen       | Polen, Vereinigtes Königreich |
| 2      | Serbien       | Kroatien, Schweiz             |
| 2      | Türkei        | Albanien, Aserbaidschan       |
| 1      | Albanien      | Griechenland                  |
| 1      | Georgien      | Litauen                       |
| 1      | Griechenland  | Portugal                      |
| 1      | Malta         | San Marino                    |
| 1      | Russland      | Armenien                      |
| 1      | Ungarn        | Finnland                      |

### Zweites Halbfinale
Das zweite Halbfinale fand am 12. Mai 2011 um 21:00 Uhr (MESZ) statt. Die Slowakei und Lettland durften sich die Startnummern aussuchen und wählten die Nummern 5 beziehungsweise 17.
Die in dieser Halbfinalgruppe abstimmenden Finalistenländer waren  Deutschland,  Frankreich und  Italien.
Die genauen Platzierungen der einzelnen Länder in den Halbfinalen wurden erst nach dem Finale bekannt gegeben, um eine Beeinflussung zu vermeiden.
In der Pause vor der Punkteverkündung zeigte die Berliner Gruppe „Flying Steps“ Breakdance zur klassischen Musik von Johann Sebastian Bach (Das Wohltemperierte Klavier).
| Platz | Startnr. | Land                    | Interpret                                 | Lied Musik (M) und Text (T)                                                                        | Sprache               | Übersetzung (Inoffiziell)       | Punkte |
| ----- | -------- | ----------------------- | ----------------------------------------- | -------------------------------------------------------------------------------------------------- | --------------------- | ------------------------------- | ------ |
| 01.   | 08       | Schweden                | Eric Saade                                | Popular M/T: Fredrik Kempe                                                                         | Englisch              | Beliebt                         | 155    |
| 02.   | 18       | Dänemark                | A Friend in London                        | New Tomorrow M/T: Lise Cabble, Jakob Schack Glæsner                                                | Englisch              | Neues Morgen                    | 135    |
| 03.   | 13       | Slowenien               | Maja Keuc                                 | No One M: Matjaž Vlašič; T: Urša Vlašič                                                            | Englisch              | Niemand                         | 112    |
| 04.   | 14       | Rumänien                | Hotel FM                                  | Change M: Gabriel Băruța; T: Alexandra Ivan, Gabriel Băruța                                        | Englisch              | Verändern                       | 111    |
| 05.   | 01       | Bosnien und Herzegowina | Dino Merlin                               | Love in Rewind M/T: Dino Merlin                                                                    | Englisch, Bosnisch    | Liebe im Rücklauf               | 109    |
| 06.   | 06       | Ukraine                 | Mika Newton Міка Ньютон                   | Angel M: Ruslan Kvinta; T: Maryna Skomorohova                                                      | Englisch              | Engel                           | 081    |
| 07.   | 02       | Österreich              | Nadine Beiler                             | The Secret Is Love M: Thomas Rabitsch; T: Nadine Beiler                                            | Englisch              | Das Geheimnis ist Liebe         | 069    |
| 08.   | 19       | Irland                  | Jedward                                   | Lipstick M/T: Daniel Priddy, Lars Halvor Jensen, Martin Michael Larsson                            | Englisch              | Lippenstift                     | 068    |
| 09.   | 15       | Estland                 | Getter Jaani                              | Rockefeller Street M/T: Sven Lõhmus                                                                | Englisch              | Rockefeller Street              | 060    |
| 10.   | 07       | Moldau                  | Zdob și Zdub                              | So Lucky M: Mihai Gîncu, Marc Elsner; T: Andy Schuman, Marc Elsner                                 | Englisch              | So glücklich                    | 054    |
| 11.   | 04       | Belgien                 | Witloof Bay                               | With Love Baby M/T: Benoît Giaux, RoxorLoops                                                       | Englisch              | In Liebe, Baby                  | 053    |
| 12.   | 10       | Bulgarien               | Poli Genowa Поли Генова                   | Na inat M/T: Sebastian Arman, David Bronner, Borislav Milanov, Poli Genova                         | Bulgarisch            | Zum Trotz                       | 048    |
| 13.   | 05       | Slowakei                | Twiins                                    | I’m Still Alive M/T: Bryan Todd, Sandra Nordstrom, Branislav Jancich                               | Englisch              | Ich lebe noch                   | 048    |
| 14.   | 16       | Belarus                 | Anastassija Winnikawa Анастасія Віннікава | I Love Belarus M: Eugene Oleinik; T: Eugene Oleinik, Svetlana Geraskova                            | Englisch              | Ich liebe Belarus               | 045    |
| 15.   | 12       | Israel                  | Dana International דנה אינטרנשיונל;       | Ding Dong M/T: Dana International                                                                  | Englisch, Hebräisch   | Ding Dong                       | 038    |
| 16.   | 11       | Mazedonien              | Vlatko Ilievski Влатко Илиевски           | Rusinka M: Grigor Koprov, Vladimir Dojchinovski; T: Marko Marinkovikj-Slatkaristika, Jovan Jovanov | Englisch, Mazedonisch | Russin                          | 036    |
| 17.   | 17       | Lettland                | Musiqq                                    | Angel in Disguise M/T: Marats Ogļezņevs                                                            | Englisch              | Verkleideter Engel              | 025    |
| 18.   | 09       | Zypern                  | Christos Mylordos Χρίστος Μυλόρδος        | San Angelos S’Agapisa M: Andreas Anastasiou; T: Mihalis Antoniou                                   | Griechisch            | Ich liebte dich wie einen Engel | 016    |
| 19.   | 03       | Niederlande             | 3JS                                       | Never Alone M/T: Jaap Kwakman, Jan Dulles, Jaap de Witte                                           | Englisch              | Niemals allein                  | 013    |

### Punktetafel zweites Halbfinale
| Abstimmungsergebnisse | Abstimmungsergebnisse   | Abstimmungsergebnisse | Abstimmungsergebnisse | Abstimmungsergebnisse | Abstimmungsergebnisse | Abstimmungsergebnisse | Abstimmungsergebnisse | Abstimmungsergebnisse | Abstimmungsergebnisse | Abstimmungsergebnisse | Abstimmungsergebnisse | Abstimmungsergebnisse | Abstimmungsergebnisse | Abstimmungsergebnisse | Abstimmungsergebnisse | Abstimmungsergebnisse | Abstimmungsergebnisse | Abstimmungsergebnisse | Abstimmungsergebnisse | Abstimmungsergebnisse | Abstimmungsergebnisse | Abstimmungsergebnisse | Abstimmungsergebnisse | Abstimmungsergebnisse | Abstimmungsergebnisse | Abstimmungsergebnisse |
| Startnr. | Land                    | Platz                 | Punkte                | AT                    | BY                    | BE                    | BA                    | BG                    | CY                    | DK                    | EE                    | MK                    | FR                    | DE                    | IE                    | IL                    | IT                    | LV                    | MD                    | RO                    | SK                    | SI                    | SE                    | NL                    | UA                    | Votings               |
| --- | ----------------------- | --------------------- | --------------------- | --------------------- | --------------------- | --------------------- | --------------------- | --------------------- | --------------------- | --------------------- | --------------------- | --------------------- | --------------------- | --------------------- | --------------------- | --------------------- | --------------------- | --------------------- | --------------------- | --------------------- | --------------------- | --------------------- | --------------------- | --------------------- | --------------------- | --------------------- |
| 01 | Bosnien und Herzegowina | 05                    | 109                   | 12                    | 5                     | 4                     |                       | –                     | –                     | 7                     | –                     | 12                    | 10                    | 7                     | –                     | –                     | 4                     | 2                     | –                     | –                     | 12                    | 12                    | 8                     | 10                    | 4                     | 14                    |
| 02 | Österreich              | 07                    | 069                   |                       | –                     | –                     | 7                     | 10                    | 4                     | 5                     | 2                     | –                     | 1                     | 12                    | 2                     | 1                     | 5                     | –                     | –                     | –                     | 5                     | 7                     | 4                     | 3                     | 1                     | 15                    |
| 03 | Niederlande             | 19                    | 013                   | –                     | –                     | 8                     | –                     | 5                     | –                     | –                     | –                     | –                     | –                     | –                     | –                     | –                     | –                     | –                     | –                     | –                     | –                     | –                     | –                     |                       | –                     | 02                    |
| 04 | Belgien                 | 11                    | 053                   | 1                     | –                     |                       | 8                     | 6                     | 2                     | –                     | 1                     | –                     | 6                     | –                     | –                     | 2                     | 2                     | 3                     | 6                     | 8                     | –                     | 2                     | –                     | 6                     | –                     | 13                    |
| 05 | Slowakei                | 12                    | 048                   | 3                     | 3                     | 3                     | 6                     | –                     | –                     | –                     | –                     | 3                     | –                     | –                     | 5                     | –                     | –                     | –                     | 7                     | 3                     |                       | 3                     | –                     | –                     | 12                    | 10                    |
| 06 | Ukraine                 | 06                    | 081                   | –                     | 12                    | –                     | 4                     | 3                     | 5                     | 1                     | 7                     | 6                     | –                     | –                     | –                     | 8                     | 6                     | –                     | 8                     | 2                     | 10                    | 6                     | 3                     | –                     |                       | 14                    |
| 07 | Moldau                  | 10                    | 054                   | –                     | 10                    | –                     | –                     | 2                     | –                     | –                     | –                     | 5                     | –                     | 5                     | 4                     | 4                     | 7                     | 1                     |                       | 12                    | 4                     | –                     | –                     | –                     | –                     | 10                    |
| 08 | Schweden                | 01                    | 155                   | 10                    | 8                     | 12                    | 5                     | –                     | 12                    | 12                    | 12                    | 2                     | 12                    | 1                     | 8                     | 12                    | 3                     | 7                     | 3                     | 7                     | 7                     | 5                     |                       | 12                    | 5                     | 20                    |
| 09 | Zypern                  | 18                    | 016                   | –                     | –                     | –                     | –                     | –                     |                       | –                     | –                     | –                     | –                     | 2                     | –                     | –                     | 8                     | –                     | –                     | –                     | –                     | –                     | –                     | –                     | 6                     | 03                    |
| 10 | Bulgarien               | 12                    | 048                   | 2                     | –                     | 1                     | –                     |                       | 10                    | 4                     | –                     | 1                     | 3                     | 4                     | 1                     | –                     | 10                    | –                     | 5                     | –                     | –                     | 4                     | 1                     | 2                     | –                     | 13                    |
| 11 | Nordmazedonien          | 16                    | 036                   | –                     | 7                     | –                     | 10                    | –                     | –                     | –                     | –                     |                       | –                     | –                     | –                     | 3                     | –                     | –                     | 1                     | –                     | –                     | 8                     | –                     | –                     | 7                     | 06                    |
| 12 | Israel                  | 15                    | 038                   | –                     | 6                     | 2                     | –                     | –                     | 1                     | –                     | –                     | 7                     | 7                     | –                     | –                     |                       | 1                     | –                     | –                     | 4                     | –                     | –                     | 5                     | 5                     | –                     | 09                    |
| 13 | Slowenien               | 03                    | 112                   | 8                     | –                     | –                     | 12                    | 8                     | 7                     | 8                     | 5                     | 10                    | 5                     | 3                     | 6                     | 6                     | –                     | 4                     | 4                     | 10                    | 8                     |                       | –                     | 8                     | –                     | 16                    |
| 14 | Rumänien                | 04                    | 111                   | 6                     | –                     | 10                    | –                     | 1                     | 8                     | 6                     | 6                     | 4                     | 8                     | 6                     | 3                     | 7                     | 12                    | 5                     | 12                    |                       | 6                     | –                     | 7                     | 4                     | –                     | 17                    |
| 15 | Estland                 | 09                    | 060                   | 5                     | 1                     | 6                     | –                     | 4                     | –                     | 3                     |                       | –                     | 4                     | –                     | 10                    | 5                     | –                     | 8                     | –                     | –                     | –                     | –                     | 6                     | –                     | 8                     | 11                    |
| 16 | Belarus                 | 14                    | 045                   | –                     |                       | –                     | 2                     | –                     | 3                     | –                     | 4                     | 8                     | –                     | –                     | –                     | –                     | –                     | 6                     | 10                    | 1                     | 1                     | –                     | –                     | –                     | 10                    | 09                    |
| 17 | Lettland                | 17                    | 025                   | 4                     | 2                     | –                     | –                     | –                     | –                     | 2                     | 8                     | –                     | –                     | –                     | 7                     | –                     | –                     |                       | –                     | –                     | –                     | –                     | 2                     | –                     | –                     | 06                    |
| 18 | Dänemark                | 02                    | 135                   | 7                     | 4                     | 7                     | 1                     | 12                    | 6                     |                       | 10                    | –                     | 2                     | 10                    | 12                    | 10                    | –                     | 12                    | 2                     | 5                     | 3                     | 10                    | 12                    | 7                     | 3                     | 19                    |
| 19 | Irland                  | 08                    | 068                   | –                     | –                     | 5                     | 3                     | 7                     | –                     | 10                    | 3                     | –                     | –                     | 8                     |                       | –                     | –                     | 10                    | –                     | 6                     | 2                     | 1                     | 10                    | 1                     | 2                     | 13                    |
| Die Tabelle ist senkrecht nach der Auftrittsreihenfolge im Finale geordnet, waagerecht nach der chronologischen Punkteverlesung. |                         |                       |                       |                       |                       |                       |                       |                       |                       |                       |                       |                       |                       |                       |                       |                       |                       |                       |                       |                       |                       |                       |                       |                       |                       |                       |

- Die wenigsten Gesamt-Votings:  Niederlande – 2
- Die wenigsten Gesamt-Punkte:  Niederlande – 13
- Die meisten Gesamt-Votings:  Schweden – 20
- Die meisten Gesamt-Punkte:  Schweden – 155

### Statistik der Zwölf-Punkte-Vergabe (zweites Halbfinale)
Fettgeschriebene Länder haben das Finale erreicht.
| Anzahl | Land                    | erhalten von                                                        |
| ------ | ----------------------- | ------------------------------------------------------------------- |
| 7      | Schweden                | Belgien, Dänemark, Estland, Frankreich, Israel, Niederlande, Zypern |
| 4      | Bosnien und Herzegowina | Mazedonien, Österreich, Slowakei, Slowenien                         |
| 4      | Dänemark                | Bulgarien, Irland, Lettland, Schweden                               |
| 2      | Rumänien                | Italien, Moldau                                                     |
| 1      | Moldau                  | Rumänien                                                            |
| 1      | Österreich              | Deutschland                                                         |
| 1      | Slowakei                | Ukraine                                                             |
| 1      | Slowenien               | Bosnien und Herzegowina                                             |
| 1      | Ukraine                 | Belarus                                                             |

## Finale

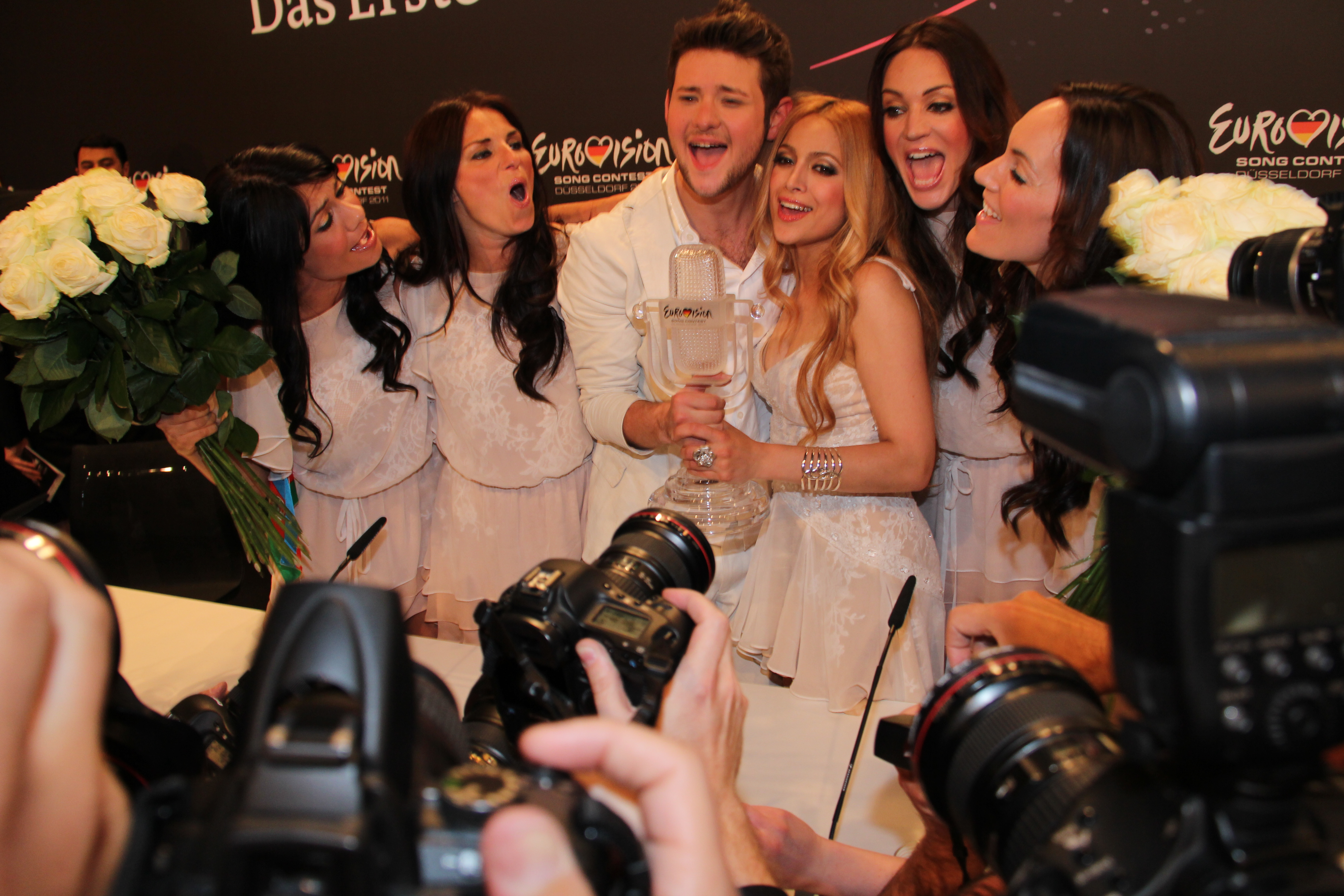
Die Gewinner Ell & Nikki auf der Pressekonferenz nach dem Finale

Das Finale fand am 14. Mai 2011 um 21:00 Uhr (MESZ) statt. Die Länder der Big Five (Deutschland, Frankreich, Italien, Spanien, Vereinigtes Königreich) waren direkt für das Finale qualifiziert.
Spanien durfte sich die Startnummer bei der Auslosung aussuchen und wählte die Nummer 22. Für Lena Meyer-Landrut aus Deutschland wurde im Vorfeld als Gastgeber die Startnummer 16 im Finale ausgelost.
 Schweden,  Estland,  Finnland und  Litauen nahmen nach zwei Jahren,  Slowenien und  Ungarn nach vier Jahren, die  Schweiz nach fünf Jahren,  Österreich nach sieben Jahren und  Italien nach 14 Jahren wieder am Finale teil. In den beschriebenen Zeiträumen schieden fast alle der genannten Länder jeweils bereits im Halbfinale aus. Eine Ausnahme bilden Österreich, Ungarn und Italien: Österreich nahm zuletzt 2004 am Finale teil, schied 2005 und 2007 im Halbfinale aus und nahm 2006 und von 2008 bis 2010 nicht am Wettbewerb teil. Ungarn nahm zuletzt 2009 teil und schied 2008 und 2009 im Halbfinale aus. Italien nahm 1997 das letzte Mal teil und kehrte nach einer 14-jährigen Pause als neues Mitglied der Big Five zurück.
Zu Beginn der Show präsentierten die Moderatoren zusammen mit der Band Heavytones und Lena eine Rockabilly-Version des letztjährigen Siegertitels Satellite. In der Pause vor der Punkteverkündung trat der deutsche Musiker Jan Delay mit seiner Band Disko No. 1 auf.
| Platz | Startnr. | Land                    | Interpret                                                         | Lied Musik (M) und Text (T)                                                                         | Sprache               | Übersetzung (Inoffiziell)                 | Punkte | Bild               |
| ----- | -------- | ----------------------- | ----------------------------------------------------------------- | --------------------------------------------------------------------------------------------------- | --------------------- | ----------------------------------------- | ------ | ------------------ |
| 01.   | 19       | Aserbaidschan           | Ell & Nikki                                                       | Running Scared M: Stefan Örn, Sandra Bjurman, Iain James Farquharson; T: Stefan Örn, Sandra Bjurman | Englisch              | In Panik geraten                          | 221    | Ell & Nikki        |
| 02.   | 12       | Italien                 | Raphael Gualazzi                                                  | Madness of Love M/T: Raphael Gualazzi                                                               | Italienisch, Englisch | Liebeswahn                                | 189    |                    |
| 03.   | 07       | Schweden                | Eric Saade                                                        | Popular M/T: Fredrik Kempe                                                                          | Englisch              | Beliebt                                   | 185    | Eric Saade         |
| 04.   | 23       | Ukraine                 | Mika Newton Міка Ньютон                                           | Angel M: Ruslan Kvinta; T: Maryna Skomorohova                                                       | Englisch              | Engel                                     | 159    | Mika Newton        |
| 05.   | 03       | Dänemark                | A Friend in London                                                | New Tomorrow M/T: Lise Cabble, Jakob Schack Glæsner                                                 | Englisch              | Neues Morgen                              | 134    | A Friend in London |
| 06.   | 02       | Bosnien und Herzegowina | Dino Merlin                                                       | Love in Rewind M/T: Dino Merlin                                                                     | Englisch, Bosnisch    | Liebe im Rücklauf                         | 125    | Dino Merlin        |
| 07.   | 09       | Griechenland            | Loukas Viorkas feat. Stereo Mike Λούκας Γιώρκας feat. Stereo Mike | Watch My Dance M: Giannis Christodoulopoulos; T: Eleana Vrachali                                    | Englisch, Griechisch  | Schau meinem Tanz zu                      | 120    |                    |
| 08.   | 06       | Irland                  | Jedward                                                           | Lipstick M/T: Daniel Priddy, Lars Halvor Jensen, Martin Michael Larsson                             | Englisch              | Lippenstift                               | 119    | Jedward            |
| 09.   | 25       | Georgien                | Eldrine ელდრაინი                                                  | One More Day M: DJ BE$$; T: DJ Rock, Mikheil Chelidze                                               | Englisch              | Noch einen Tag                            | 110    | Eldrine            |
| 10.   | 16       | Deutschland             | Lena                                                              | Taken by a Stranger M/T: Gus Seyffert, Nicole Morier, Monica Birkenes                               | Englisch              | Fasziniert von einem Fremden              | 107    | Lena Meyer-Landrut |
| 11.   | 14       | Vereinigtes Königreich  | Blue                                                              | I Can M/T: Ciaron Bell, Ben Collier, Ian Hope, Duncan James, Liam Keenan, Lee Ryan, StarSign        | Englisch              | Ich kann                                  | 100    | Blue               |
| 12.   | 15       | Moldau                  | Zdob și Zdub                                                      | So Lucky M: Mihai Gîncu, Marc Elsner; T: Andy Schuman, Marc Elsner                                  | Englisch              | So glücklich                              | 097    | Zdob și Zdub       |
| 13.   | 20       | Slowenien               | Maja Keuc                                                         | No One M: Matjaž Vlašič; T: Urša Vlašič                                                             | Englisch              | Niemand                                   | 096    |                    |
| 14.   | 24       | Serbien                 | Nina Нина                                                         | Čaroban M/T: Kristina Kovač                                                                         | Serbisch              | Magisch                                   | 085    |                    |
| 15.   | 11       | Frankreich              | Amaury Vassili                                                    | Sognu M: Daniel Moyne, Quentin Bachelet; T: Jean-Pierre Marcellesi, Julie Miller                    | Korsisch              | Traum                                     | 082    | Amaury Vassili     |
| 16.   | 10       | Russland                | Alexei Worobjow Алексей Воробьёв                                  | Get You M/T: Alexei Worobjow, RedOne, AJ Junior, Bilal „The Chef“, Eric Sanicola                    | Englisch, Russisch    | Dich bekommen                             | 077    | Alexei Worobjow    |
| 17.   | 17       | Rumänien                | Hotel FM                                                          | Change M: Gabriel Băruța; T: Alexandra Ivan, Gabriel Băruța                                         | Englisch              | Verändern                                 | 077    |                    |
| 18.   | 18       | Österreich              | Nadine Beiler                                                     | The Secret Is Love M: Thomas Rabitsch; T: Nadine Beiler                                             | Englisch              | Das Geheimnis ist Liebe                   | 064    |                    |
| 19.   | 04       | Litauen                 | Evelina Sašenko                                                   | C’est ma vie M: Paulius Zdanavičius; T: Andrius Kairys                                              | Englisch, Französisch | Das ist mein Leben                        | 063    |                    |
| 20.   | 21       | Island                  | Sjonni’s Friends                                                  | Coming Home M: Sjonni Brink; T: Thorunn Clausen, Sjonni Brink                                       | Englisch              | Nach Hause kommen                         | 061    |                    |
| 21.   | 01       | Finnland                | Paradise Oskar                                                    | Da Da Dam M/T: Axel Ehnström                                                                        | Englisch              | Da Da Dam                                 | 057    |                    |
| 22.   | 05       | Ungarn                  | Kati Wolf                                                         | What About My Dreams M: Viktor Rakonczai, Gergő Rácz; T: Péter Geszti, Johnny K. Palmer             | Englisch, Ungarisch   | Und meine Träume?                         | 053    | Kati Wolf          |
| 23.   | 22       | Spanien                 | Lucía Pérez                                                       | Que me quiten lo bailao M/T: Rafael Artesero                                                        | Spanisch              | Ich hatte Spaß, was kümmert mich der Rest | 050    |                    |
| 24.   | 08       | Estland                 | Getter Jaani                                                      | Rockefeller Street M/T: Sven Lõhmus                                                                 | Englisch              | Rockefeller Street                        | 044    |                    |
| 25.   | 13       | Schweiz                 | Anna Rossinelli                                                   | In Love for a While M/T: David Klein                                                                | Englisch              | Zeitweise verliebt                        | 019    | Anna Rossinelli    |

### Punktetafel Finale
In der folgenden Tabelle sind die Punkte aus dem kombinierten Jury- und Televoting dargestellt. Die Länder in der linken Spalte sind nach der Startreihenfolge sortiert, während die abstimmungsberechtigten Länder nach der Vergabe der Jurypunkte sortiert sind. Das gelb unterlegte Land zeigt den ersten Platz und damit den Sieger.
| Finnland                | 057 | –  | –  | –  | –  | –  | –  |    | 12 | –  | –  | 10 | –  | –  | 5  | –  | 5  | 7  | –  | 2  | –  | –  | –  | 5  | –  | –  | –  | –  | –  | –  | –  | –  | –  |    | –  | 1  | –  | 3  | –  | –  | 7  | –  | –  | –  | 10 |
| Bosnien und Herzegowina | 125 | –  | 2  | 8  | 4  | –  | –  | –  | 4  | –  | 12 | –  | –  | –  | –  | 12 | –  | 8  | –  | 7  | –  | 12 | 10 | 12 | 3  | –  | 5  | 12 | 7  | –  | –  | 7  | –  | –  | –  | –  |    | –  | –  | –  | –  | –  | –  | –  | 16 |
| Dänemark                | 134 | –  | 7  | 12 | –  | 3  | –  | –  | 7  | –  | –  | 12 | 6  | 5  |    | –  | 3  | 10 | 4  | 6  | –  | 8  | –  | –  | –  | –  | 7  | –  | –  | 1  | –  | –  | 5  | –  | –  | –  | –  | 12 | –  | 10 | 10 | –  | –  | 6  | 19 |
| Litauen                 | 063 | 2  | –  | –  | –  | –  | –  | –  | 3  | –  | –  | –  | –  | 6  | –  | –  | 12 | –  | –  | –  | –  | –  | –  | –  | –  | 12 | –  | 7  | 2  | –  | 1  | –  | –  | –  | –  |    | –  | 10 | 1  | –  | –  | –  | –  | 7  | 11 |
| Ungarn                  | 053 | –  | –  | –  | –  | –  | 4  | 12 | –  | –  | –  | 5  | –  | –  | –  | 2  | –  | 5  | –  | –  | 2  | –  | –  | –  | –  | –  | 2  | 8  | –  | –  | 7  | –  | –  | –  |    | –  | –  | –  | 6  | –  | –  | –  | –  | –  | 10 |
| Irland                  | 119 | –  | 3  | 5  | –  | –  | –  | 10 | –  | –  | –  | 4  | 8  | 12 | 12 | 4  | 1  | 12 | –  | 8  | –  | –  | –  | –  | –  | –  | –  | –  | –  | –  | –  | –  | 8  | 6  | –  | –  | 2  |    | 7  | –  | –  | –  | 7  | 10 | 17 |
| Schweden                | 185 | 1  | –  | 10 | –  | 10 | 1  | 6  | 10 | 4  | 6  | 7  | 10 | 3  | 10 | –  | –  |    | 6  | –  | 3  | 4  | 4  | –  | 6  | 1  | 10 | 1  | 4  | 4  | 3  | –  | 6  | –  | 10 | –  | 5  | 4  | 5  | 12 | 12 | 3  | 4  | –  | 32 |
| Estland                 | 044 | –  | –  | –  | –  | –  | 2  | 7  | 2  | –  | –  | –  | –  | –  | 2  | –  | –  | –  | –  | –  | –  | –  | –  | –  | –  | –  | –  | –  | –  | –  | –  | –  | –  | –  | –  | 7  | –  | 7  | –  | 5  |    | 6  | 2  | 4  | 10 |
| Griechenland            | 120 | 8  | 10 | –  | 2  | 12 | 6  | –  | –  | 7  | 3  | –  | –  | –  | –  | –  | –  | –  | 8  | 10 | 8  | –  | –  | 2  |    | 6  | –  | 3  | –  | –  | 8  | 10 | –  | –  | 8  | –  | –  | –  | –  | –  | –  | 1  | 8  | –  | 18 |
| Russland                | 077 |    | 4  | –  | –  | 2  | 8  | –  | –  | 8  | –  | 1  | –  | –  | –  | –  | –  | –  | –  | 5  | 4  | –  | –  | –  | 1  | 4  | –  | 4  | –  | 5  | –  | 4  | –  | –  | 3  | 6  | –  | –  | –  | 8  | 5  | 5  | –  | –  | 17 |
| Frankreich              | 082 | 3  | –  | –  | 1  | 7  | 5  | 4  | –  | 5  | –  | –  | –  | –  | –  | –  | –  | –  | 3  | –  | –  | –  | –  | –  | 12 | 2  |    | –  | 6  | –  | –  | 2  | 1  | 2  | –  | –  | 4  | –  | 10 | –  | –  | 2  | 12 | 1  | 18 |
| Italien                 | 189 | –  | –  | –  |    | 1  | –  | 3  | –  | 6  | 1  | 3  | –  | 7  | –  | 6  | 10 | –  | 12 | 3  | 1  | 3  | –  | 4  | 10 | 7  | 8  | 2  |    | 3  | 6  | 12 | 10 | 10 | 4  | 10 | 6  | 5  | 12 | –  | 6  | –  | 6  | 12 | 30 |
| Schweiz                 | 019 | –  | –  | –  | –  | –  | –  | –  | –  | –  | –  | –  | 4  | 10 | –  | –  | –  | –  | –  | –  | –  | –  | –  |    | –  | –  | –  | 5  | –  | –  | –  | –  | –  | –  | –  | –  | –  | –  | –  | –  | –  | –  | –  | –  | 03 |
| Vereinigtes Königreich  | 100 | 4  | 12 | –  | 10 | 4  | 3  | –  | 1  | 2  | 5  | 2  | –  |    | 3  | –  | –  | –  | 2  | –  | 5  | 1  | 6  | –  | 2  | –  | 1  | –  | –  | 2  | –  | 6  | 7  | 3  | –  | 3  | –  | 6  | –  | 1  | –  | 4  |    | 5  | 25 |
| Moldau                  | 097 | 7  | –  | –  | 8  | –  | 7  | –  | –  | –  | –  | –  | 5  | 8  | –  | 5  | –  | –  | –  | 4  | 7  | –  | –  | –  | –  | 5  | 4  | –  | –  | 7  | 12 | –  | –  | 5  | –  | 4  | –  | 8  | –  | –  | –  |    | 1  | –  | 16 |
| Deutschland             | 107 | –  | –  | 7  | 6  | –  | –  | –  | 5  | –  | –  | 6  | –  | –  | 8  | 10 | 4  | 6  | –  |    | –  | 7  | 3  | 8  | 4  | –  | 3  | –  | 1  | 8  | –  | –  | –  | –  | –  | 2  | 3  | –  | 3  | –  | –  | –  | 5  | 8  | 20 |
| Rumänien                | 077 | –  | 6  | 4  | 12 | –  | –  | –  | –  | –  | –  | –  | –  | –  | 4  | 1  | –  | –  | –  | –  | 6  | –  | 5  | –  | –  | –  | –  | –  | –  | –  |    | –  | –  | –  | 1  | –  | –  | 1  | 8  | 6  | 1  | 12 | 10 | –  | 14 |
| Österreich              | 064 | –  | 5  | 1  | –  | –  | –  | 1  | –  | 3  | 2  | –  | 3  | 2  | 1  |    | –  | 4  | –  | 12 | –  | 5  | 1  | 7  | –  | 3  | –  | –  | 3  | –  | –  | –  | 2  | –  | 2  | –  | 7  | –  | –  | –  | –  | –  | –  | –  | 18 |
| Aserbaidschan           | 221 | 12 | –  | 6  | –  | 8  | 10 | 5  | –  | –  | –  | 8  | 7  | –  | –  | 8  | 8  | 3  | 10 | –  |    | –  | 12 | 1  | 5  | 8  | 6  | –  | 10 | 6  | 10 | 8  | 12 | 8  | 7  | 8  | 8  | –  | –  | 4  | 8  | 10 | 3  | 2  | 30 |
| Slowenien               | 096 | 5  | –  | 2  | –  | 6  | –  | –  | –  | –  | 10 | –  | 1  | –  | 7  | 3  | –  | –  | 1  | 1  | –  |    | 2  | –  | –  | –  | –  | 10 | 12 | –  | 4  | –  | 3  | 1  | 6  | –  | 12 | 2  | –  | 3  | 2  | –  | –  | 3  | 21 |
| Island                  | 061 | –  | –  | –  | 5  | –  | –  | 8  | 8  | –  | –  |    | –  | 4  | 6  | –  | –  | 1  | –  | –  | –  | –  | –  | 10 | –  | –  | –  | –  | –  | –  | –  | –  | –  | 4  | 12 | –  | 1  | –  | 2  | –  | –  | –  | –  | –  | 11 |
| Spanien                 | 050 | –  | –  | –  | –  | –  | –  | –  | –  | –  | 4  | –  | 2  | 1  | –  | –  | –  | –  | –  | –  | –  | 2  | –  | 3  | –  | –  | 12 | –  | –  | –  | 5  | 5  | –  | 12 | –  | –  | –  | –  |    | –  | 4  | –  | –  | –  | 10 |
| Ukraine                 | 159 | 10 | 8  | –  | 7  | 5  |    | –  | –  | 12 | 7  | –  | 12 | –  | –  | –  | 2  | 2  | –  | –  | 12 | 6  | 7  | –  | 7  | 10 | –  | 6  | 5  | 10 | 2  | 3  | 4  | 7  | –  | –  | –  | –  | –  | 7  |    | 8  | –  | –  | 23 |
| Serbien                 | 085 | –  | –  | 3  | 3  | –  | –  | 2  | 6  | 1  | 8  | –  | –  | –  | –  | 7  | 6  | –  | 5  | –  | –  | 10 | –  | 6  | –  | –  | –  |    | 8  | –  | –  | 1  | –  | –  | –  | 5  | 10 | –  | 4  | –  | –  | –  | –  | –  | 16 |
| Georgien                | 110 | 6  | 1  | –  | –  | –  | 12 | –  | –  | 10 | –  | –  | –  | –  | –  | –  | 7  | –  | 7  | –  | 10 | –  | 8  | –  | 8  |    | –  | –  | –  | 12 | –  | –  | –  | –  | 5  | 12 | –  | –  | –  | 2  | 3  | 7  | –  | –  | 15 |

In der Tabelle sind die niedrigsten (Hintergrund rot) und höchsten (Hintergrund grün) Gesamtwerte gekennzeichnet.
- Die wenigsten Jury-Punkte:  Russland – 25
- Die wenigsten Televoting-Punkte:  Schweiz – 2
- Die wenigsten Gesamt-Votings:  Schweiz – 3
- Die wenigsten Gesamt-Punkte:  Schweiz – 19
- Die meisten Jury-Punkte:  Italien – 251
- Die meisten Televoting-Punkte:  Aserbaidschan – 223
- Die meisten Gesamt-Votings:  Schweden – 32
- Die meisten Gesamt-Punkte:  Aserbaidschan – 221

### Split-Ergebnisse zwischen Jury- und Televoting
Am 26. Mai 2011 gab die EBU die nach Televoting und Jurystimmen getrennten Wertungen in Finale und Halbfinale bekannt. Jede Nation hatte die Top Ten ihrer Zuschauer und ihrer Jury getrennt an die EBU übermittelt und am Finalabend wie gewohnt nur die zusammengefasste Gesamtwertung präsentiert. Die nachfolgende Tabelle gibt die Summen der Televote- und Jurypunkte und die jeweils resultierende Platzierung für jeden Teilnehmer im Finale wieder:
| Finale | Finale                  | Finale | Finale                  | Finale |
| Platz  | Televoting              | Punkte | Jury                    | Punkte |
| ------ | ----------------------- | ------ | ----------------------- | ------ |
| 01.    | Aserbaidschan           | 223    | Italien                 | 251    |
| 02.    | Schweden                | 221    | Aserbaidschan           | 182    |
| 03.    | Griechenland            | 176    | Dänemark                | 168    |
| 04.    | Ukraine                 | 168    | Slowenien               | 160    |
| 05.    | Vereinigtes Königreich  | 166    | Österreich              | 145    |
| 06.    | Bosnien und Herzegowina | 151    | Irland                  | 119    |
| 07.    | Russland                | 138    | Ukraine                 | 117    |
| 08.    | Georgien                | 138    | Serbien                 | 111    |
| 09.    | Deutschland             | 113    | Schweden                | 106    |
| 10.    | Irland                  | 101    | Deutschland             | 104    |
| 11.    | Italien                 | 099    | Bosnien und Herzegowina | 090    |
| 12.    | Moldau                  | 098    | Frankreich              | 090    |
| 13.    | Serbien                 | 089    | Rumänien                | 086    |
| 14.    | Rumänien                | 079    | Griechenland            | 084    |
| 15.    | Frankreich              | 076    | Moldau                  | 082    |
| 16.    | Spanien                 | 073    | Georgien                | 079    |
| 17.    | Ungarn                  | 064    | Finnland                | 075    |
| 18.    | Dänemark                | 061    | Estland                 | 074    |
| 19.    | Island                  | 060    | Island                  | 072    |
| 20.    | Litauen                 | 055    | Litauen                 | 066    |
| 21.    | Finnland                | 047    | Ungarn                  | 060    |
| 22.    | Slowenien               | 039    | Vereinigtes Königreich  | 057    |
| 23.    | Estland                 | 032    | Schweiz                 | 053    |
| 24.    | Österreich              | 025    | Spanien                 | 038    |
| 25.    | Schweiz                 | 002    | Russland                | 025    |

Die deutsche Jury setzte sich aus dem Bayern 3-Musikchef Edi van Beek, Alina Süggeler, Gerd Gebhardt, Eva Briegel und Jurypräsidentin Ina Müller zusammen.

### Statistik der Zwölf-Punkte-Vergabe (Finale)
Bis auf Deutschland, Estland, die Schweiz, Russland und Serbien erhielten alle Finalisten mindestens einmal zwölf Punkte.

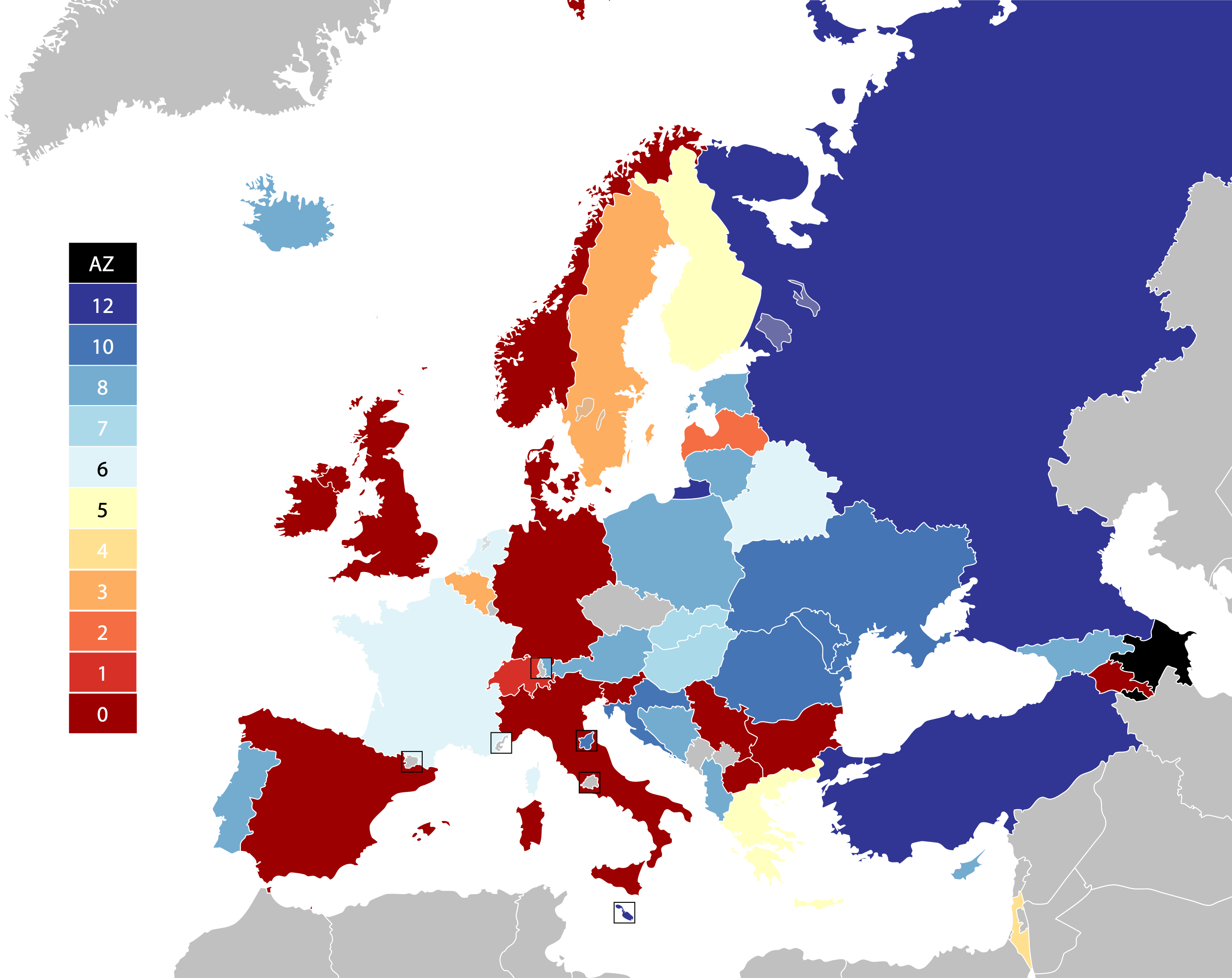
Karte der Punktevergabe für den Siegertitel aus Aserbaidschan

| Anzahl | Land                    | erhalten von                                        |
| ------ | ----------------------- | --------------------------------------------------- |
| 5      | Bosnien und Herzegowina | Mazedonien, Österreich, Schweiz, Serbien, Slowenien |
| 4      | Italien                 | Albanien, Lettland, San Marino, Spanien             |
| 3      | Aserbaidschan           | Malta, Russland, Türkei                             |
| 3      | Dänemark                | Irland, Island, Niederlande                         |
| 3      | Georgien                | Belarus, Litauen, Ukraine                           |
| 3      | Irland                  | Dänemark, Schweden, Vereinigtes Königreich          |
| 3      | Ukraine                 | Armenien, Aserbaidschan, Slowakei                   |
| 2      | Frankreich              | Belgien, Griechenland                               |
| 2      | Litauen                 | Georgien, Polen                                     |
| 2      | Rumänien                | Italien, Moldau                                     |
| 2      | Schweden                | Estland, Israel                                     |
| 2      | Slowenien               | Bosnien und Herzegowina, Kroatien                   |
| 2      | Spanien                 | Frankreich, Portugal                                |
| 1      | Finnland                | Norwegen                                            |
| 1      | Griechenland            | Zypern                                              |
| 1      | Island                  | Ungarn                                              |
| 1      | Moldau                  | Rumänien                                            |
| 1      | Österreich              | Deutschland                                         |
| 1      | Ungarn                  | Finnland                                            |
| 1      | Vereinigtes Königreich  | Bulgarien                                           |

### Reihenfolge der Punkteverlesung und Führungswechsel
Im Laufe der Punkteverlesung führten sechs verschiedene Länder die Wertung an: Aserbaidschan, Griechenland, Dänemark, Großbritannien, Schweden und die Ukraine. Nachdem der spätere Sieger Aserbaidschan bereits bei der ersten Wertung aus Russland in Führung gegangen war, lag ab der elften Wertung Schweden lange Zeit auf Platz eins. Aserbaidschan übernahm nach der 22. Wertung aus der Türkei die Führung und gab diese nicht mehr ab. Allerdings stand erst nach 41 von 43 Länderwertungen der Sieg des aserbaidschanischen Beitrags endgültig fest. Italien schob sich bei der letzten Wertung aus Lettland noch vor Schweden auf Platz zwei.
Auffallend am Ergebnis ist, dass die Punkte sehr verteilt auf das Teilnehmerfeld sind. So hat Estland auf dem vorletzten Platz 44 Punkte, so viel hatte 2015 der 13. Platz. Außerdem hatte im 12-Punkte-System nie ein Teilnehmer auf dem vorletzten Platz so viele Punkte. Aserbaidschan hatte mit 221 Punkten einen vergleichsweise schwachen Sieg.
In der Finalsendung wurde angekündigt, dass die Reihenfolge der verlesenden Länder zufällig sei. Tatsächlich aber wurde erstmals ein neuer Wertungsverlauf durchgeführt, der die Punktevergabe spannender gestalten soll. Dabei wird auf Basis der bereits am Vortag ermittelten Juryergebnisse und eines vermuteten Televotingergebnisses ein mögliches Finalergebnis prognostiziert. Die Reihenfolge der wertenden Länder wird dann so vorgenommen, dass der Siegertitel erst möglichst spät feststeht. Der benötigte Algorithmus wurde von einem schwedischen Professor entwickelt. Das Verfahren war testweise für die Wettbewerbe der vorangegangenen Jahre überprüft worden.

### Punktesprecher
| Nr. | Land                    | Punktesprecher                 | Anmerkungen                                       |
| --- | ----------------------- | ------------------------------ | ------------------------------------------------- |
| 01. | Russland                | Dima Bilan                     | Sieger 2008 und Teilnehmer 2006                   |
| 02. | Bulgarien               | Maria Ilieva                   | –                                                 |
| 03. | Niederlande             | Mandy Huydts                   | Teilnehmerin 1986 als Mitglied von Frizzle Sizzle |
| 04. | Italien                 | Raffaella Carrà                | –                                                 |
| 05. | Zypern                  | Loukas Hamatsos                | Punktesprecher 2000, 2003 und 2004                |
| 06. | Ukraine                 | Ruslana                        | Siegerin 2004                                     |
| 07. | Finnland                | Susan Aho                      | Teilnehmerin 2010 als Mitglied von Kuunkuiskaajat |
| 08. | Norwegen                | Nadia Hasnaoui                 | Moderatorin 2010 und Moderatorin des JESC 2004    |
| 09. | Armenien                | Lusine Tovmasyan               | –                                                 |
| 10. | Mazedonien              | Kristina Taleska               | –                                                 |
| 11. | Island                  | Ragnhildur Steinunn Jónsdóttir | Punktesprecherin 2005 bis 2007                    |
| 12. | Slowakei                | Mária Pietrová                 | –                                                 |
| 13. | Vereinigtes Königreich  | Alex Jones                     | –                                                 |
| 14. | Dänemark                | Lise Rønne                     | Moderatorin 2014                                  |
| 15. | Österreich              | Kati Bellowitsch               | –                                                 |
| 16. | Polen                   | Odeta Moro-Figurska            | –                                                 |
| 17. | Schweden                | Danny Saucedo                  | Teilnehmer Melodifestivalen 2011                  |
| 18. | San Marino              | Nicola Della Valle             | Teilnehmer 2008 als Mitglied von Miodio           |
| 19. | Deutschland             | Ina Müller                     | –                                                 |
| 20. | Aserbaidschan           | Safura                         | Teilnehmerin 2010                                 |
| 21. | Slowenien               | Klemen                         | Teilnehmer 2025                                   |
| 22. | Türkei                  | Ömer Önder                     | Punktesprecher 1993, 1995 bis 1997                |
| 23. | Schweiz                 | Cécile Bähler                  | Punktesprecherin 2005, 2008 und 2009              |
| 24. | Griechenland            | Lena Aroni                     | –                                                 |
| 25. | Georgien                | Sopo Nischaradse               | Teilnehmerin 2010                                 |
| 26. | Frankreich              | Cyril Féraud                   | –                                                 |
| 27. | Serbien                 | Dušica Spasić                  | Punktesprecherin 2008                             |
| 28. | Kroatien                | Nevena Rendeli                 | –                                                 |
| 29. | Belarus                 | Leila Ismailava                | Moderatorin JESC 2010                             |
| 30. | Rumänien                | Malvina Cservenschi            | Punktesprecherin 2010                             |
| 31. | Albanien                | Leon Menkshi                   | Punktesprecher 2006 bis 2010                      |
| 32. | Malta                   | Kelly Schembri                 | –                                                 |
| 33. | Portugal                | Joana Teles                    | –                                                 |
| 34. | Ungarn                  | Éva Novodomszky                | Punktesprecherin 2007 bis 2009                    |
| 35. | Litauen                 | Giedrius Masalskis             | Punktesprecher 2010                               |
| 36. | Bosnien und Herzegowina | Ivana Vidmar                   | Punktesprecherin 2010                             |
| 37. | Irland                  | Derek Mooney                   | Punktesprecher 2000, 2009 und 2010                |
| 38. | Spanien                 | Elena S. Sánchez               | –                                                 |
| 39. | Israel                  | Ofer Nachshon                  | Punktesprecher 2009 und 2010                      |
| 40. | Estland                 | Piret Järvis                   | Teilnehmerin 2005 als Mitglied von Vanilla Ninja  |
| 41. | Moldau                  | Geta Burlacu                   | Teilnehmerin 2008                                 |
| 42. | Belgien                 | Maureen Louys                  | Punktesprecherin 2007 & 2009                      |
| 43  | Lettland                | Aisha                          | Teilnehmerin 2010                                 |

### Marcel-Bezençon-Preis
Seit 2002 wird der Marcel-Bezençon-Preis verliehen. Die Preisträger waren 2011:
- Presse-Preis für den besten Song –  Finnland – Da Da Dam – Paradise Oskar
- Künstler-Preis für den besten Interpreten –  Irland – Jedward – Lipstick
- Komponisten-Preis für die beste Komposition/Text –  Frankreich – Daniel Moyne (m), Quentin Bachelet (m), Jean-Piere Marcellesi (t) und Julie Miller (t) – Sognu – Amaury Vassili

## Übertragung
Das Finale wurde von über 70 Millionen Fernsehzuschauern weltweit verfolgt. Die beiden Halbfinals wurden von 24,8 beziehungsweise 19,7 Millionen Zuschauern gesehen. Dies bedeutete eine positive Veränderung der Zuschauerzahlen von knapp neun Millionen Zuschauern gegenüber dem Vorjahr.
Wie üblich wurden die Auftritte bei den Fernsehübertragungen und in der Halle im Halb-Playback-Verfahren durchgeführt, das heißt, die instrumentale Begleitung des Gesangs kam von einer vorherigen Aufzeichnung, auch wenn einige Gruppenmitglieder Musikinstrumente auf die Bühne brachten. Gesungen wurde hingegen live.

### Deutschland
Die Fernsehsender ProSieben und Einsfestival übertrugen am 10. Mai das erste Halbfinale. Das zweite Halbfinale am 12. Mai und das Finale am 14. Mai übertrug der Fernsehsender Das Erste. Die drei Shows begannen jeweils um 21 Uhr. Verantwortlich für die Fernsehübertragung war der NDR, für die Radioübertragung der WDR. Übertragende Hörfunksender waren NDR 1 Niedersachsen (auch für NDR 1 Welle Nord und NDR 90,3), Radio BERLIN 88,8 sowie in einer gemeinsamen Sendung NDR 2, WDR 2, WDR Event und hr3, wo Thomas Mohr, Steffi Neu und Tim Frühling kommentierten. Für das Fernsehen kommentierte Peter Urban, der im ersten Halbfinale von Steven Gätjen unterstützt wurde.
| Datum        | Sendung              | Uhrzeit   | Fernsehsender                                               | Moderation/Kommentar                      | Zuschauer | Zuschauer       | Marktanteil | Marktanteil     |
| Datum        | Sendung              | Uhrzeit   | Fernsehsender                                               | Moderation/Kommentar                      | Gesamt    | 14 bis 49 Jahre | Gesamt      | 14 bis 49 Jahre |
| ------------ | -------------------- | --------- | ----------------------------------------------------------- | ----------------------------------------- | --------- | --------------- | ----------- | --------------- |
| 10. Mai 2011 | 1. Halbfinale        | 21:00 Uhr |                                                             | Kommentator: Peter Urban u. Steven Gätjen | 2,05 Mio. | 1,41 Mio.       | 07,9 %      | 12,7 %          |
| 12. Mai 2011 | 2. Halbfinale        | 21:00 Uhr |                                                             | Kommentator: Peter Urban                  | 3,36 Mio. | 1,65 Mio.       | 12,6 %      | 14,4 %          |
| 14. Mai 2011 | ESC 2011 – Countdown | 20:15 Uhr |                                                             | Moderation: Matthias Opdenhövel           | 6,74 Mio. | 3,43 Mio.       | 23,6 %      | 32,6 %          |
| 14. Mai 2011 | Finale               | 21:00 Uhr | Kommentator: Peter Urban Deutsche Punktevergabe: Ina Müller | 13,83 Mio.                                | 7,34 Mio. | 49,3 %          | 59,1 %      |                 |
| 14. Mai 2011 | Grand Prix Party     | 00:15 Uhr | Moderation: Matthias Opdenhövel                             | 4,90 Mio.                                 | 2,98 Mio. | 41,0 %          | 41,0 %      |                 |

Nach Angaben der Arbeitsgemeinschaft Fernsehforschung (AGF) gab es beim Eurovision-Finale eine Sehbeteiligung von 13,93 Mio. Zuschauern und einen Marktanteil von 49,4 Prozent.

### Schweiz
Im deutschsprachigen Teil der Schweiz wurden das erste Halbfinale und das Finale auf SF zwei übertragen. Kommentator war Sven Epiney, beim ersten Halbfinale unterstützt von der deutschen Titelverteidigerin Lena Meyer-Landrut. Im französischsprachigen Teil des Landes wurden diese zwei Shows auf TSR 2 gesendet. Im italienischsprachigen Teil wurden das erste Halbfinale auf RSI LA 2 und das Finale auf RSI LA 1 ausgestrahlt. Zusätzlich konnten diese beiden Veranstaltungen in allen Landessprachen auf HD suisse angeschaut werden. Das zweite Halbfinale wurde von keinem Schweizer Sender übertragen.

### Österreich
In Österreich wurden beide Halbfinale und das Finale mit Kommentar von Andi Knoll auf ORF eins gezeigt. Dominic Heinzl führte zuvor zur Einstimmung durch ein Society-Magazin.

### Weltweit
Auch einige Sender außerhalb der Teilnehmerstaaten und Europas übertrugen den Wettbewerb im Fernsehen.
- In  Australien wurden die Semifinale und das Finale von SBS One und SBS HD ausgestrahlt.[60]
- In  Neuseeland wurden die Semifinale und das Finale von Stratos ausgestrahlt.[61]
- In den  USA gab es Vorführungsveranstaltungen des Finales im Goethe-Institut Washington[62] und im Stonewall Inn in New York.[63]

## Auszeichnungen
Der Eurovision Song Contest 2011 erhielt in der Kategorie Beste Unterhaltung den Deutschen Fernsehpreis 2011. Ausgezeichnet wurden der Executive Producer Thomas Schreiber, der Producer Jörg Grabosch, die Moderatoren Anke Engelke, Stefan Raab und Judith Rakers, der Production Designer Florian Wieder, der Light Designer Jerry Appelt, der Media Designer Falk Rosenthal und der Regisseur Ladislaus Kiraly. Am 20. März 2012 erhielten Brainpool und der NDR den Live Entertainment Award für die beste Show. Am 10. Mai 2012 wurde der Eurovision Song Contest in der Kategorie Live Event Show mit der Goldenen Rose von Luzern 2012 ausgezeichnet.

## Sonstiges
- Mit einer Teilnehmerzahl von 43 Ländern war der ESC 2011 zusammen mit dem ESC 2008 der teilnahmestärkste ESC seit seiner Geschichte.
- Besonders auffällig ist, dass auch die Länder, die im Finale schlechter abgeschnitten haben, verhältnismäßig viele Gesamtpunkte erhielten.
- Jon Ola Sand führte in diesem Jahr zum ersten Mal sein Amt als Executive Supervisor des ESC bzw. der EBU aus.
- In Deutschland schauten knapp 14 Millionen Menschen das Finale des ESC in Düsseldorf.
- Malta und  Belgien verfehlten mit nur einem Punkt im jeweils ersten und zweiten Halbfinale das Finale.
- Während  Italien klar das Juryvoting gewann, wurde Italien bei den Zuschauern nur auf Platz 11 von 25 gewählt.
- Österreich konnte sich nach sieben Jahren wieder für das Finale des ESC qualifizieren.
- Auch die  Schweiz schaffte es nach einer Abstinenz von fünf Jahren wieder ins Finale.
- Die  Türkei schied zum ersten Mal bereits im Halbfinale aus.